# Świątynia Opatrzności Bożej w Warszawie
Świątynia Opatrzności Bożej – kościół znajdujący się w warszawskiej dzielnicy Wilanów, u zbiegu ulicy Ks. Prymasa Augusta Hlonda i alei Rzeczypospolitej.
Świątynia jest częścią kompleksu Centrum Opatrzności Bożej, w skład którego wchodzą również Muzeum Jana Pawła II i Prymasa Wyszyńskiego i Panteon Wielkich Polaków. Budowla jest realizacją Deklaracji Sejmu Czteroletniego z 5 maja 1791 roku jako wotum dziękczynne.
Centrum Opatrzności Bożej to instytucja kultury powołana przez kard. Kazimierza Nycza – arcybiskupa metropolitę warszawskiego. Jednym z działań podjętych przez Centrum jest organizacja Dnia Dziękczynienia. Idea tego dnia jest związana z kontynuacją historycznej inicjatywy Sejmu Czteroletniego z roku 1792.

## Historia

### Historia

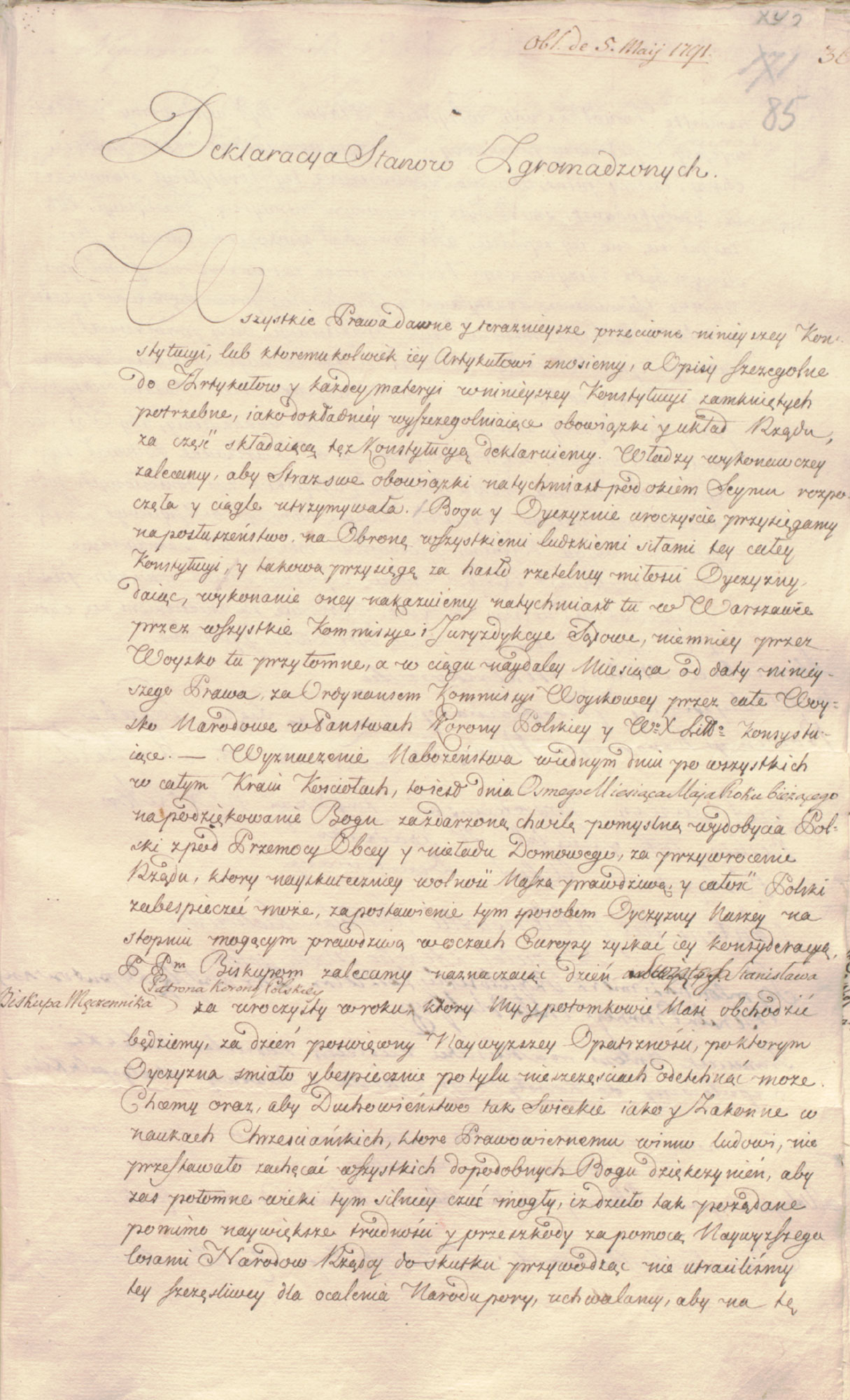

Historia budowy Świątyni Najwyższej Opatrzności liczy ponad 200 lat i wiąże się z Konstytucją 3 maja z 1791 roku, kiedy uchwałą posłów Sejmu Czteroletniego podjęta została decyzja o wybudowaniu świątyni jako wotum wdzięczności za Konstytucję, pierwotnie miała to jednak być „Świątynia Najwyższej Opatrzności”, ponad-wyznaniowe, masońskie, synkretyczne miejsce kultu. Projekt ten wpisano we wcześniejsze zamierzenia dotyczące zastąpienia niepozornego kościoła parafialnego przy Belwederze (rozebranego na początku XIX w.) okazalszym obiektem, za czym optował król Stanisław August. Idea ta była dyskutowana już w roku 1775, a plany i projekty przygotował w roku 1781 nadworny architekt Dominik Merlini, przy istotnym współudziale króla. W roku 1784 plany zmieniono - król wyznaczył lokalizację pomiędzy Zamkiem Ujazdowskim a Pałacem na Wodzie, po drugiej w stosunku do zamku stronie obecnej ulicy Agrykola. Projekt architektoniczny świątyni przygotował Jakub Kubicki (zaufany króla Stanisława Augusta, członek m.in. loży masońskiej Świątynia Izis, autor przebudowy warszawskiego zamku oraz projektów kilku lóż masońskich w Polsce). Kubicki wykonał pokaźne modele obiektu w kilku wersjach w latach 1784 – 85. Na kilka lat odłożono wówczas budowę kościoła ujazdowskiego. Po raz trzeci projekt nabrał życia w 1791 r. jako "dziękczynny pomnik", na który zorganizowano przypuszczalnie pierwszy w Polsce konkurs architektoniczny, na który zaproszono również twórców zagranicznych, zaznaczając iż są do niego "w kilku językach ogłoszone programma". Napłynęły liczne prace i pomysły. Król wyróżnił projekt Kubickiego. Jedynym zdobiącym ją elementem miały być znaki Delty Świetlistej. Prace budowlane ograniczyły się do splantowania wzgórza, usunięcia istniejącej tam kapliczki kalwaryjskiej i wykopania fundamentów. Kamień węgielny wmurowano na terenie dzisiejszego Ogrodu Botanicznego UW w pobliżu Łazienek. Samo wmurowanie kamienia węgielnego również przebiegało według masońskiego rytuału. Po poświęceniu, prymas Michał Jerzy Poniatowski przekazał królowi pozłacaną kielnię i młotek, po królu uczynili to prymas, biskupi, ministrowie, marszałkowie, senatorowie. Wszyscy uczestnicy tej uroczystości byli wolnomularzami, a oba narzędzia do dziś przechowywane są w Muzeum Czartoryskich. III rozbiór Polski przerwał podjęte prace. W czasach Królestwa Kongresowego Stanisław Potocki wystąpił z pomysłem wzniesienia na fundamentach kościoła Opatrzności pomnika Opatrzności, który miał być wykonany z ciosu i uwieńczony ogromnym posągiem Boskiej Opatrzności, wykonanym z białego marmuru. Potocki chciał ten pomnik sam ufundować. Do realizacji nie doszło z powodu śmierci wnioskodawcy.
Działania na rzecz budowy świątyni wznowiono po odzyskaniu niepodległości w 1918 roku. Obiekt miał być zbudowany na Polu Mokotowskim według projektu arch. Bohdana Pniewskiego. Wybuch II wojny światowej uniemożliwił jej realizację przez następnych kilkadziesiąt lat.
Z kolejną inicjatywą budowy świątyni wystąpił w 1989 roku prymas Józef Glemp. Budowa Świątyni Opatrzności Bożej na Polach (Błoniach) Wilanowskich została ukończona, nadal jednak trwają prace wykończeniowe. Pierwsza msza została odprawiona 11 listopada 2016 roku, 225 lat po uchwale Sejmu Wielkiego, w 98. rocznicę odzyskania niepodległości.

### I Rzeczpospolita

#### Kościół Ujazdowski
Historia Kościoła Ujazdowskiego zaczęła się na długo przed uchwaleniem Konstytucji 3 maja. Miejsce, w którym rozpoczęto budowę Świątyni Najwyższej Opatrzności w 1792 roku, nazywano jeszcze w XIX w. Górą Kalwarią. Nazwa pochodzi od drogi krzyżowej zwanej Kalwarią Ujazdowską, którą ufundował August II Mocny, a następnie August III Sas. Budowa Kalwarii Ujazdowskiej trwała od 1724 do 1731 roku. Po raz pierwszy uroczystości Wielkiego Tygodnia obchodzono w 1732 roku. Nie został jednak wybudowany przewidziany w projekcie kościół Zmartwychwstania Pańskiego na końcu drogi krzyżowej. Kalwaria Ujazdowska nie przetrwała nawet stu lat, ale przez długi czas było to gromadzące wielu ludzi miejsce pielgrzymek i wspólnych modlitw.
W 1764 roku król Stanisław August Poniatowski zakupił dobra Ujazdów, aby stworzyć tam rozległą i nowoczesną rezydencję, godną oświeconego monarchy. Król planował także budowę Kościoła Ujazdowskiego (Kościoła Zmartwychwstania) kończącego istniejącą drogę krzyżową, którego nie zrealizowali jego poprzednicy. Celem Stanisława Augusta była budowla centralna – na rzucie koła lub krzyża greckiego – przystająca do kanonów klasycyzmu. Chociaż Stanisław August dysponował kilkudziesięcioma projektami utrzymanymi w takim duchu, realizacji nie podejmowano. Dopiero uchwalenie Konstytucji 3 Maja w 1791 roku otworzyło nową perspektywę przed planowanym kościołem w Ujazdowie. Jego usytuowanie oraz projektowana monumentalna bryła odpowiadały cechom, jakie powinna mieć świątynia wotywna wystawiona przez naród w podziękowaniu za konstytucję, która w powszechnym mniemaniu miała uratować Rzeczpospolitą. Sejm podjął uchwałę o budowie Świątyni Opatrzności, a król zaoferował na jej miejsce teren w Ujazdowie, widząc w tym szanse realizacji swoich planów.

#### Konstytucja 3 Maja

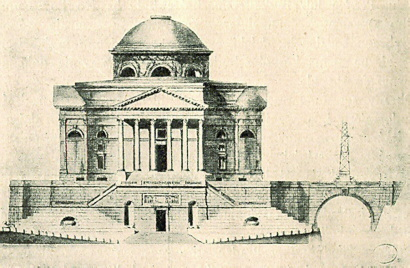
Projekt Jakuba Kubickiego – 1792

5 maja 1791 roku, dwa dni po uchwaleniu Konstytucji, Sejm Czteroletni podjął uchwałę o wzniesieniu Świątyni Najwyższej Opatrzności jako wyraz dziękczynienia za uchwalenie Ustawy Rządowej. W Deklaracji Stanów Zgromadzonych zapisano:

Władzy wykonawczej zalecamy, […] Wyznaczenie nabożeństwa w jednym dniu po wszystkich w całym kraju kościołach, to jest dnia ósmego miesiąca maja roku bieżącego, na podziękowanie Bogu za zdarzoną chwilę pomyślną wydobycia Polski spod przemocy obcej i nieładu domowego, za przywrócenie rządu, który najskuteczniej wolność naszą prawdziwą i całość Polski zabezpieczyć może, za postawienie tym sposobem ojczyzny naszej na stopniu mogącym prawdziwą w oczach Europy zyskać jej konsyderacyją, przewielebnym biskupom zalecamy, naznaczając dzień świętego Stanisława biskupa męczennika, patrona Korony Polskiej, za uroczysty w roku, który my i potomkowie nasi obchodzić będziemy za dzień poświęcony najwyższej opatrzności, po którym ojczyzna śmiało i bezpiecznie po tylu nieszczęściach odetchnąć może. Chcemy oraz, aby duchowieństwo tak świeckie jako i zakonne w naukach chrześcijańskich, które prawowiernemu winno ludowi, nie przestało zachęcać wszystkich do podobnych Bogu dziękczynień. Aby zaś potomne wieki tym silniej czuć mogły, iż dzieło tak pożądane, powinno największe trudności i przeszkody, za pomocą najwyższego losami narodów rządcy do skutku przywodząc, nie utraciliśmy tej szczęśliwej dla ocalenia narodu pory, uchwalamy, aby na tę pamiątkę kościół ex voto wszystkich stanów był wystawiony i najwyższej Opatrzności poświęcony.

Ogłoszony został pierwszy w Polsce konkurs architektoniczny na projekt kościoła – Katedry Rzeczypospolitej. Wśród autorów znaleźli się architekci królewscy – Jan Chrystian Kamsetzer, Jakub Kubicki i Jan Griesmayer. Z Wilna nadesłał swój projekt Wawrzyniec Gucewicz. Był też projekt Piotra Aignera. Poza pracami zawodowych architektów były projekty amatorów, wśród nich m.in. rzeźbiarza lwowskiego Antoniego Ogińskiego, a także malarza Łukasza Smuglewicza. Poseł francuski w Konstantynopolu, hr. Choiseul-Gouffier, miłośnik kultury hellenistycznej, proponował królowi plan ateńskiego Partenonu jako jedyny wzór godny naśladowania. Propozycje Kamsetzera, Kubickiego i Griesmayera dotyczyły różnych wariantów budowli centralnej. Gucewicz i Szmuglewicz zaproponowali antykizujące kościoły podłużne.
Największe uznanie króla zdobył projekt Kubickiego. Świątynia miała mieć dwa poziomy. Dolny kościół tworzył cokół dla kościoła górnego, co nadawało budowli pomnikowy charakter. Projekt przedstawiał monumentalny kościół na rzucie ośmioboku, z czterema przybudówkami, z których każda zakończona była portykiem o trójkątnym szczycie. Budowa została przykryta kopułą na bębnie. W stosunku do poprzednich swoich projektów Kubicki zdecydowanie ograniczył dekoracje na rzecz klarownej, klasycyzującej formy. Ściany kościoła pokrywało boniowanie. Bryłę obiegał wokół kostkowy gzyms. Wydaje się, że cała dekoracja skupiała się na tamburze. Przepruty był on rzędem półkolistych okien, otoczonych płaskorzeźbioną dekoracją. Pod gzymsem wieńczącym znajdował się gzyms z bukranionów. Od strony skarpy budowa ta prezentowała się najokazalej. Duża różnica wysokości pomiędzy terenem Łazienek a Ujazdowem dała możliwość odkrycia dolnej kondygnacji i zaprojektowania monumentalnych, wielobiegowych schodów. Wnętrze projektowanej świątyni przypominało czterolistną rozetę. W każdym z czterech aneksów znajdowała się półkolista wnęka oddzielona od środkowej rotundy dwiema kolumnami. Ołtarz znajdować się miał we wnęce skierowanej ku wschodowi. Pomiędzy tymi wnękami, w grubości muru, planowane były cztery niewielkie pomieszczenia.
Oprócz samego kościoła Kubicki zaprojektował też jego otoczenie. Od drogi do Belwederu prowadzić miała do świątyni początkowo szeroka, potem stopniowo zwężająca się aleja. Po obu stronach zostały przewidziane cztery szpalery zasadzone drzewami. Aleja główna przecięta była w połowie krótką aleją poprzeczną, wiążącą dwa podłużne pawilony. Jeden miał się wznosić za wąwozem Agrykoli przekształconym w aleję obsadzoną drzewami, drugi – symetrycznie – od strony południowej zasłoniłby istniejącą zabudowę pomocniczą Ogrodu Łazienkowskiego. Pomiędzy nim a świątynią poprowadzona została nowa aleja, równoległa do Agrykoli. Obydwa pawilony ustawione zostały ukośnie. Miały długie kolumnowe elewacje z sześciokolumnowymi prześwitami na środku.

#### Wmurowanie kamienia węgielnego 3 maja 1792

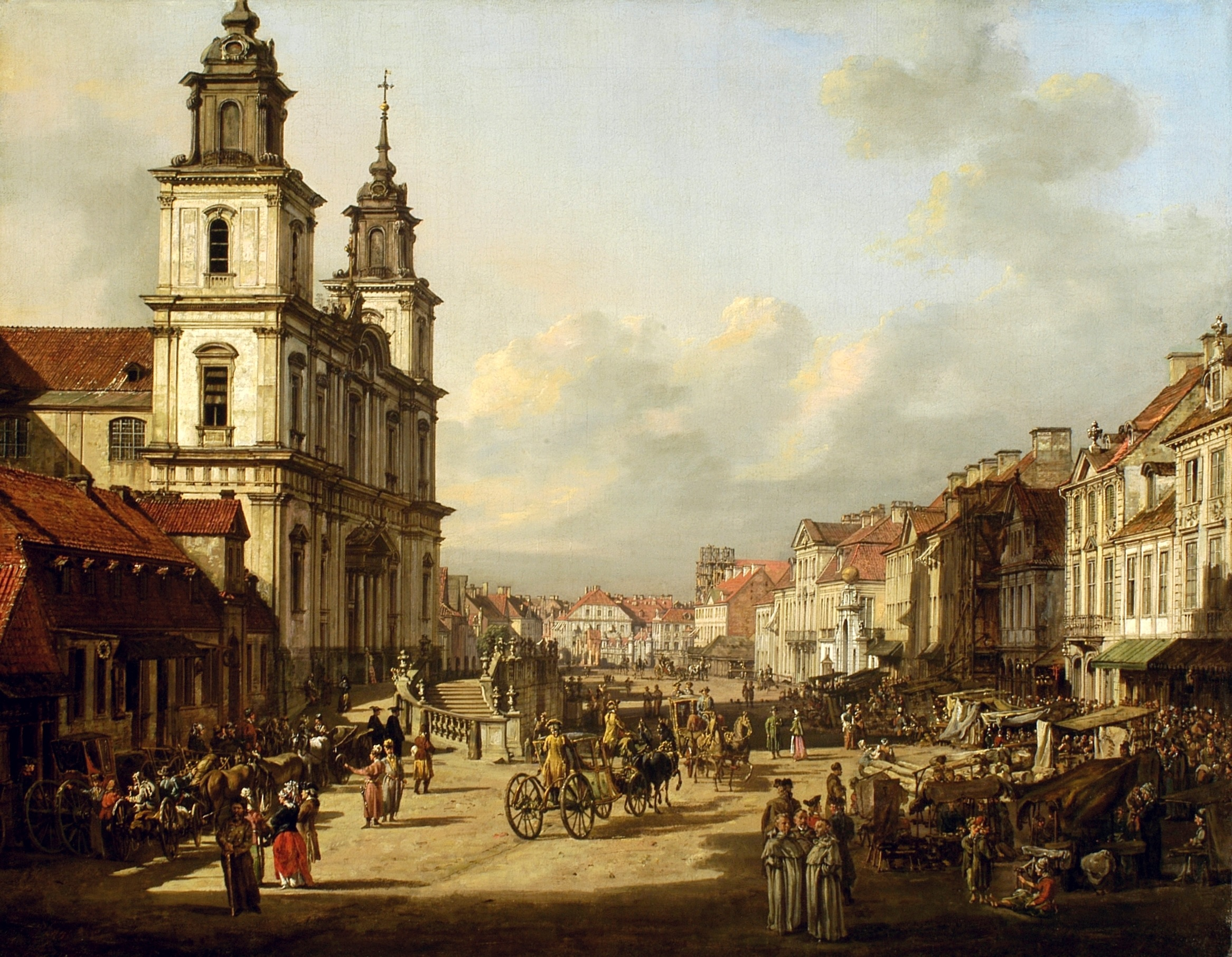
Canaletto, Kościół Św. Krzyża

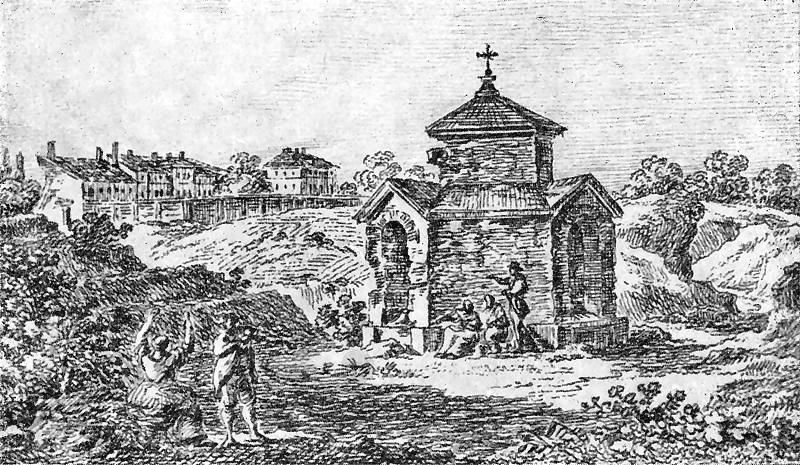
Zygmunt Vogel, Kaplica Opatrzności Bożej: stan pierwotny ze zniszczeniami

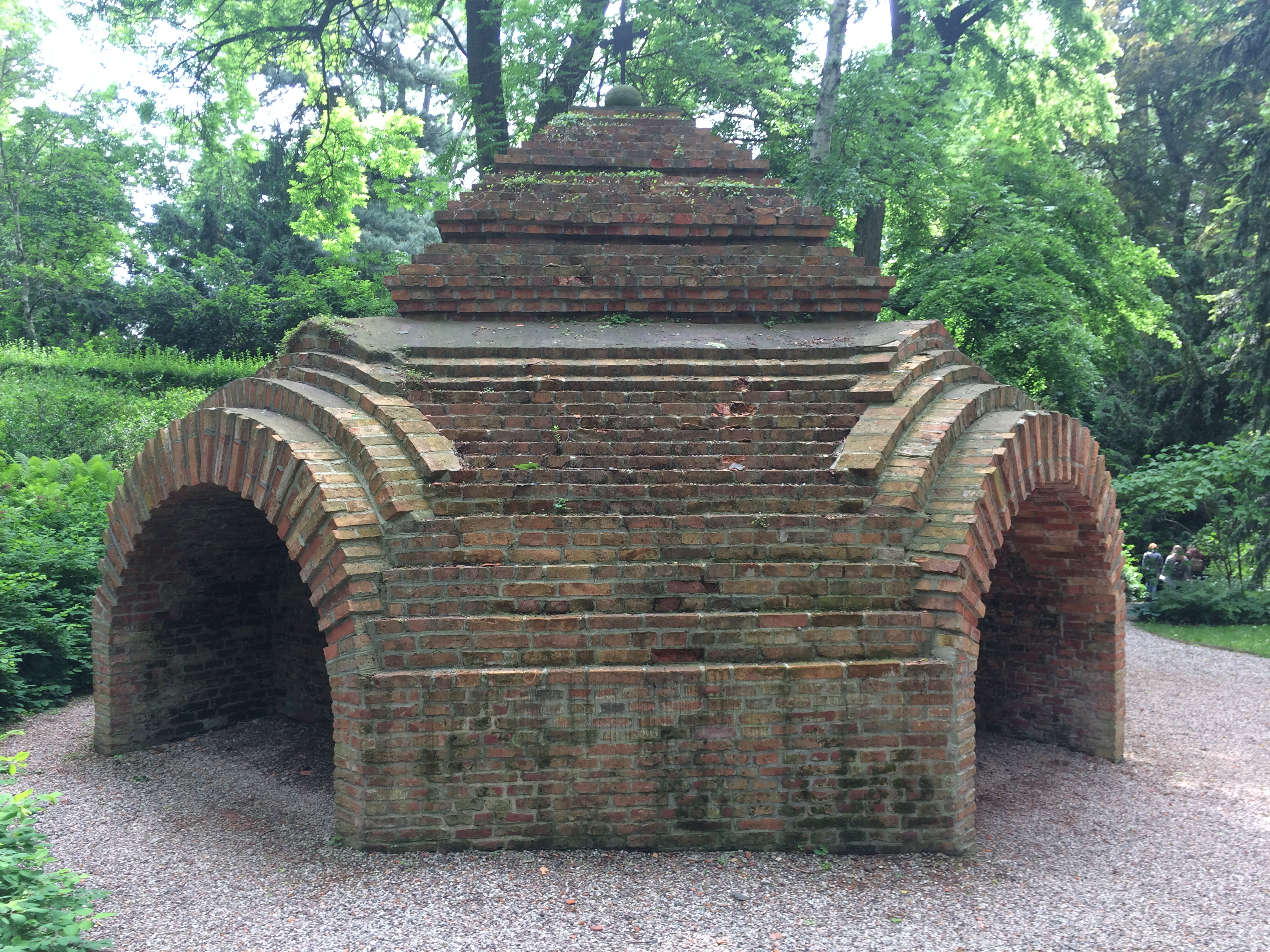
Kaplica, w której wmurowano kamień węgielny pod Świątynię Opatrzności, w Ogrodzie Botanicznym Uniwersytetu Warszawskiego

O podjętym zobowiązaniu wybudowania świątyni przypomniał na posiedzeniu Izby w dniu 15 marca 1792 roku marszałek Sejmu Stanisław Małachowski. Ruszyły prace przygotowawcze i przez półtora miesiąca, między 19 marca a 3 maja, osiem tysięcy robotników i żołnierzy wyrównywało teren i przygotowywało wykopy pod fundamenty przyszłej świątyni. 3 maja 1792 roku częścią wielkich uroczystości obchodów pierwszej rocznicy uchwalenia Konstytucji stała się ceremonia złożenia kamienia węgielnego. Przebieg uroczystości ustalił król.
Oficjalne uroczystości rozpoczęły się o godzinie 9:00 w kościele Św. Krzyża na Krakowskim Przedmieściu. Następnie Stanisław August poprowadził procesję na Górę Kalwarię dla położenia kamienia węgielnego pod kościół – wotum narodowe. Uroczystość na miejscu w Ujazdowie rozpoczął prymas poświęceniem wody i soli, następnie pobłogosławił kamień, który miał być wmurowany. Murarze ubrani w narodowe barwy przenieśli na wyznaczone miejsce. Pod kamień włożono monety wybite za panowania Stanisława Augusta oraz medale okolicznościowe, jeden autorstwa Jana Filipa Holtzhausera, drugi Jana Regulskiego. Na awersach obydwu widniał profilowany portret króla, a wokół głowy napis: „Stanislaus Augustus D.G. Rex Poloniae M.D.Litua”. Na rewersach zaś jednakowy napis: „S.A.R. /Et Comitia/ Reipublicae /Polon: voverunt/ III. Maji. MDCCXCI /Divinae Providentiae/ Templum cujus /Primus lapidem/ Posuerunt. /III. Maji./MDCCXCII.”
Po dokonanym poświęceniu prymas podał królowi pozłacane kielnie i młotek, by ten zapoczątkował wznoszenie kościoła. Po królu zrobili to samo kolejno: prymas, biskupi, ministrowie, marszałkowie, senatorowie. Podczas symbolicznego wmurowywania kamienia węgielnego na wiwat dawały ognia salwy armatnie. W ten sposób wymurowano około 60–70 cm wysokości filaru. Następnie prymas poświęcił całe miejsce przeznaczone na kościół, po czym biskup łucki Adam Tadeusz Naruszewicz wygłosił mowę okolicznościową. Na zakończenie prymas zaintonował hymn Veni Creator i pobłogosławił wszystkim zebranym.
Kielnie i młotek przekazano Janowi Chojnickiemu, posłowi kijowskiemu, jako reprezentantowi tego województwa, które pierwsze dobrowolnie opodatkowało się na potrzeby Świątyni Opatrzności. Obydwa te narzędzia zachowały się. Około roku 1916 trafiły do zbiorów Muzeum Czartoryskich w Krakowie, gdzie znajdują się do dziś. Uroczystość złożenia kamienia węgielnego pod Świątynie Najwyższej Opatrzności trwała osiem godzin i zakończyła się o piątej po południu.
18 maja do Polski wkroczyła armia Imperium Rosyjskiego i rozpoczęła się wojna polsko-rosyjska. 16 czerwca 1792 roku musiano przerwać prace przy budowie świątyni. Na polecenie króla Stanisława Augusta zbudowany już ośmioboczny filar środkowy dolnego kościoła został rozbudowany do formy niewielkiej tymczasowej kaplicy. W jej otoczeniu przez następne dwa wieki odbywały się uroczystości, a w jej ściany wmurowywano różnego rodzaju tablice pamiątkowe. Po zakończeniu prac architekt króla Jan Griesmayer wykonał inwentaryzację rysunkową filaru przekształconego w kapliczkę. Jej dzisiejsza forma odbiega od osiemnastowiecznej jedynie rodzajem zamknięcia. Na rysunku Griesmayera widnieje niewielki namiotowy daszek, dziś jest to schodkowe zamknięcie z cegieł. Znany jest także jeden wizerunek kapliczki, późniejszy, rysowany przez Zygmunta Vogla. Rysownik uwiecznił na nim już pewne ślady zniszczenia zarówno samej kapliczki, jak i terenu wokół niej.
Projekt architektoniczny świątyni autorstwa Jakuba Kubickiego w końcu XVIII wieku został wykorzystany przy budowie kościoła pw. św. Jadwigi w Mokobodach, który został zrealizowany jako czterokrotnie mniejszy w stosunku do obiektu planowanego do realizacji w Warszawie. Kapitele i bazy kolumn, które miały zdobić świątynię Opatrzności Bożej, zostały ostatecznie wykorzystane przy budowie sali rotundowej pałacu w Lubostroniu.

### Okres zaborów
W roku 1818 ruiny fundamentów kościoła Najwyższej Opatrzności znalazły się na terenie wydzielonego z obszaru Łazienek Ogrodu Botanicznego Uniwersytetu Warszawskiego. Wówczas to prawdopodobnie przy urządzaniu ogrodu zlikwidowano pozostałości amfiteatralnego ukształtowania skarp wykopu, widocznych na rycinach Zygmunta Vogla. Budowla znalazła się na terenie uniwersytetu. Gdy po powstaniu listopadowym Uniwersytet Warszawski został zlikwidowany, Ogród Botaniczny stracił swojego opiekuna. Teren ten powrócił do Uniwersytetu dopiero w 1915 roku.
W 1906 roku w „Tygodniku Ilustrowanym” Aleksander Kraushar wyraził opinię, że utworzone niedawno Towarzystwo Miłośników Pamiątek i Kultury Swojskiej powinno przede wszystkim zająć się historyczną ruiną w Ogrodzie Botanicznym – uporządkować ją, zabezpieczyć kratą ochronną i opatrzyć stosownym napisem.
W 1916 roku za zgodą władz niemieckich obchodzono w Warszawie uroczyście 125. rocznicę uchwalenia Konstytucji 3 Maja. Na uroczystościach rektor Uniwersytetu Warszawskiego Józef Brudziński wygłosił mowę, w której przypomniał pokrótce losy budowy świątyni. We wnękę kaplicy wmurowano tablicę z okolicznościowym napisem: „Pamiątkę Konstytucyi 3 Maja 1791 Roku /w 125 Rocznicę uczcił /odrodzony Uniwersytet Warszawski /MCMXVI”. Obok posadzono młody dąb, który symbolizował trwałość dążeń narodowych Polaków i wierność ideom Konstytucji 3 Maja. Wybito też okolicznościowy medal. Na awersie przedstawiony był orzeł uniwersytecki, wokół którego umieszczono napis identyczny jak na tablicy. Na rewersie zaś znalazł się aktualny widok kaplicy otoczonej drzewami. Medal sygnowany przez Jana Kendlera wybity był w dwóch wielkościach – o średnicy 50 mm i 28 mm. Mniejszy noszony był w czasie uroczystości.

### II Rzeczpospolita

#### Ustawa o wykonaniu ślubu Sejmu Czteroletniego

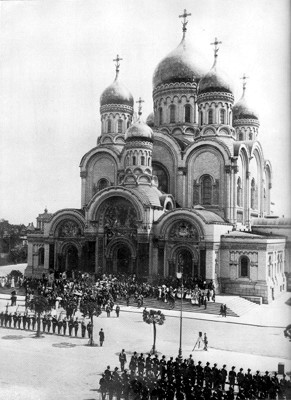
Sobór św. Aleksandra Newskiego na pl. Saskim

Po I wojnie światowej kwestia budowy Świątyni Najwyższej Opatrzności odżyła. W dniu 10 lutego 1920 roku przez posłów ze Związku Ludowo-Narodowego i Narodowo-Chrześcijańskiego Klubu Robotniczego w osobach m.in.: ks. dr. Władysława Chrzanowskiego, ks. Lutosławskiego, ks. Stechela, ks. Szczęsnowicza, ks. Wróblewskiego, ks. Kaczyńskiego, dr. Rottermunda, Władysława Grabskiego i innych, został złożony wniosek nagły nr 1452 w sprawie wybudowania kosztem państwa kościoła pod wezwaniem Opatrzności Bożej, ex voto Sejmu Czteroletniego. 17 marca 1921 roku Sejm Ustawodawczy uchwalił ustawę symbolicznie podkreślającą więź z konstytuantą I Rzeczypospolitej: „Ustawę o wykonaniu ślubu uczynionego przez Sejm Czteroletni, wzniesienia w Warszawie świątyni pod wezwaniem «Opatrzności Bożej»”.
Ustawa zawiera 10 artykułów. Pierwszy z nich stanowi, że kościół ten będzie wybudowany w Warszawie na koszt państwa. Miejsce miało być wybrane przez komisję złożoną z przedstawicieli Kościoła (kardynała arcybiskupa warszawskiego oraz biskupa krakowskiego), marszałka i wicemarszałków Sejmu, prezydium Rady Miejskiej i prezydenta miasta stołecznego Warszawy – pod przewodnictwem marszałka. Ta sama komisja miała zatwierdzić warunki konkursu i skład sądu konkursowego oraz pełnić nadzór nad wykonywaniem projektu. Na konto budowy Ministerstwo Robót Publicznych wnosiłoby potrzebne sumy do budżetu Rzeczypospolitej (na rok 1921 przewidziano kwotę 10 mln marek polskich). Artykuł szósty przewidywał uzupełnienie konta pieniędzmi pochodzącymi ze składek publicznych. Rząd Rzeczypospolitej ufundował przy kościele wieczyste stypendium na odprawianie codziennej mszy św. w intencji pomyślności Rzeczypospolitej i za dusze wszystkich Polaków, którzy zginęli w walkach o odzyskanie niepodległości ojczyzny lub w czasie niewoli zostali zamordowani przez zaborców. Przy kościele przewidziano grobowce dla zasłużonych zmarłych. Wykonanie tej ustawy polecono ministrom robót publicznych (w zakresie budowy kościoła) oraz wyznań religijnych i oświecenia publicznego.
Z różnych przyczyn nie od razu przystąpiono do realizacji zamierzeń. Jedną z nich były trudności ekonomiczne, a szczególnie chaos inflacyjny, który utrudnił akcję związaną ze zbieraniem potrzebnych na budowę funduszy. Trudności wynikły z wyborem placu pod budowę świątyni. Jedną z propozycji lokalizacji było przekształcenie prawosławnego soboru św. Aleksandra Newskiego, wzniesionego w czasie zaboru rosyjskiego, stojącego pośrodku placu Saskiego na kościół katolicki. Po rezygnacji z pomysłu przebudowy soboru rozpatrywano także budowę świątyni w Warszawie na Kamionku.

#### Świątynia na Polu Mokotowskim
W końcu 1928 roku ostatecznie zadecydowano, że kościół Opatrzności jako wotum narodowe stanie na Polu Mokotowskim. 11 listopada 1928 roku „na Rakowcu, w miejscu, gdzie w myśl uchwały Sejmu Ustawodawczego miał być wybudowany kościół Opatrzności Boskiej, odbyła się uroczystość poświęcenia krzyża”. Poświęcenia krzyża dokonał ks. kardynał Aleksander Kakowski.
Jesienią 1929 roku Sejm Rzeczypospolitej ogłosił konkurs na projekt Świątyni Opatrzności Bożej. Ze względu na reprezentacyjny charakter miejsca oraz w przewidywaniu zbiorowisk ludzi i pojazdów, usytuowanie świątyni na placu musiało uwzględniać powiązanie placu z arteriami, by zapewnić odpowiednie dojścia dla tłumów, wojska i miejsca postoju pojazdów. Świątynia mogąca pomieścić 5 tys. osób miała stanąć na placu o powierzchni około 20 tys. m², przeznaczonym dla ludzi biorących udział w uroczystościach, a niemogących pomieścić się w świątyni. Udział ich w nabożeństwach zapewniałoby postawienie drugiego ołtarza – na zewnątrz kościoła. Oddzielną powierzchnię należało uwzględnić dla wojska oraz samochodów i innych pojazdów. Przewidziano także miejsce na wzniesienie budynków mieszkalnych dla duchowieństwa i służby kościelnej.
Sama świątynia miała składać się z części głównej, tj. właściwego kościoła, krużganków zewnętrznych, wraz z pomieszczeniami na grobowce zasłużonych, a w krypcie pod główną częścią kościoła znalazłyby się groby najwyższych dostojników państwa. Korpus świątyni składałby się z dwóch prezbiteriów, części przeznaczonej dla wiernych, z kaplic, zakrystii i poczekalni dla chóru muzycznego. W prezbiterium właściwym, oprócz ołtarza głównego, miały stanąć: tron dla prezydenta Rzeczypospolitej, tron dla arcybiskupa, miejsce dla asysty, stalle dla episkopatu i stalle dla celebransa. Natomiast w rozszerzonym prezbiterium znalazłoby się miejsce dla marszałków Sejmu i Senatu oraz dla rządu Rzeczypospolitej, posłów i senatorów, generalicji i wojskowych, dla zarządu i rady m.st. Warszawy, dla delegatów wyższych uczelni i instytucji społecznych. Ponadto, przewidziano na galerii loże dla dyplomatów i miejsca siedzące dla innych zaproszonych gości. Ostatni, piętnasty punkt programu mówił, że świątynia – poza monumentalnością, wynikającą z istoty jej przeznaczenia – powinna odznaczać się powagą i szlachetną prostotą form, a czyniąc zadość wszelkim wymaganiom praktycznym – jako świątynia rzymskokatolicka – odpowiadać tradycjom Kościoła i uwzględniać wszystkie jego wymagania liturgiczne.
W sądzie konkursowym zasiedli przedstawiciele władz państwowych i kościelnych (August Hlond, Aleksander Kakowski, Adam Stefan Sapieha) oraz świata artystycznego. Na konkurs nadesłano 58 prac. Po wstępnym rozpatrzeniu projektów, 12 kwietnia sąd konkursowy wysłuchał opinii architektów rzeczoznawców. Ostateczne rozstrzygnięcie 1 maja 1930 roku przyniosło trzy równorzędne nagrody Bohdanowi Pniewskiemu, Janowi Koszczyc-Witkiewiczowi i Zdzisławowi Mączeńskiemu. Projekt autorstwa Bohdana Pniewskiego prezentował piętrzącą się, jak ziggurat, budowlę zwieńczoną ażurową świątynią na szczycie. Choć uzyskał jedną z trzech pierwszych nagród, zdaniem dostojników Kościoła brakowało mu cech świątyni katolickiej.
Zgłoszone zastrzeżenia spowodowały, że nie zdecydowano się na realizację żadnej z prac. Kardynał Aleksander Kakowski tłumaczył tę decyzję wolą episkopatu, aby wzniesiony kościół odpowiadał pojęciom o świątyni katolickiej, podczas gdy wiele zgłoszonych projektów przypominało fabryki, gazownie lub świątynie religii niechrześcijańskich. Ks. Kardynał Kakowski stwierdził:

żadna z zakwalifikowanych prac nie nadaje się do realizacji, nie posiadają ducha kościelnego, który by wzbudził ducha modlitwy; nie posiadają nadto ducha tradycji kościelnej w duchu katolickim przeto nie odpowiadają celowi, a więc i warunkom konkursu […] kościół Opatrzności Bożej, który ma być wzniesiony przez Sejm, Rząd, Naród, jest czymś wyjątkowym, i w tym względzie księża biskupi są odmiennego zdania, ażeby realizacja kościoła Opatrzności miała się dokonać w formach obcych świątyniom katolickim

Kontrowersje wokół przedstawionych projektów skłoniły organizatorów do uściślenia warunków kolejnego konkursu, przeznaczonego tym razem dla zamkniętego grona uczestników.

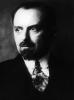
Marszałek W. Makowski, Przewodniczący Sądu Konkursowego

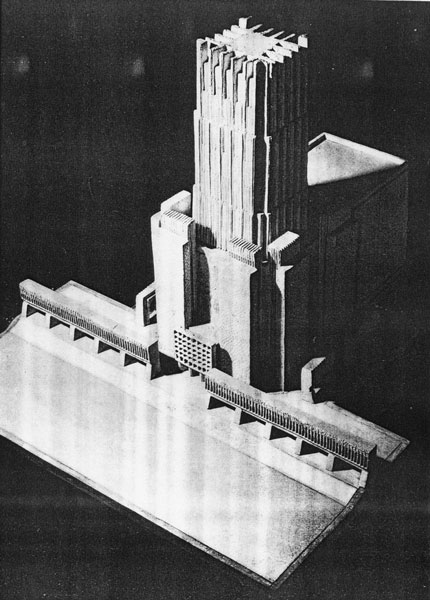
Świątynia Opatrzności Bożej – projekt Bohdana Pniewskiego z 1938

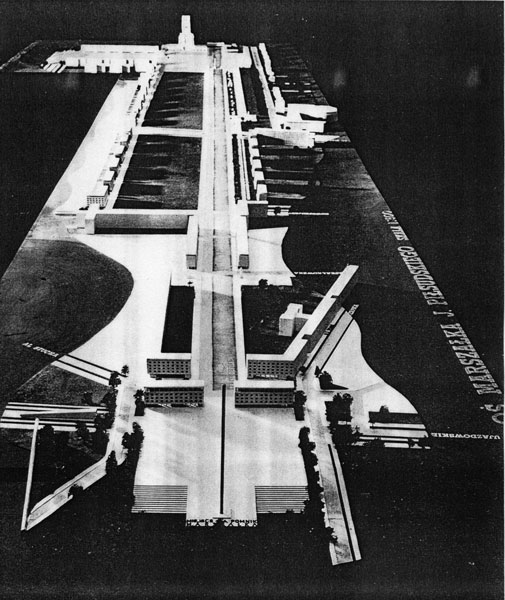
Projekt alei Marszałka Józefa Piłsudskiego zakończonej Świątynią Opatrzności Bożej

Konkurs ogłoszony został w 1930. Listę zaproszonych zestawiano długo ze środowiskiem architektonicznym. 9 marca 1931 roku ustalono warunki, zatwierdzono skład sądu oraz listę zaproszonych do udziału w konkursie architektów. Etap wstępny zaznaczył się wymianą poglądów pomiędzy przedstawicielami architektów i episkopatu. Stanowisko Kościoła wyjaśnił referat ks. kardynała Aleksandra Kakowskiego wygłoszony 21 kwietnia 1931 roku na wspólnym posiedzeniu biskupów, członków komisji sejmowej, sądu konkursowego i architektów. Na konkurs nadesłano 15 projektów. Rozstrzygnięcie konkursu, które nastąpiło 18 grudnia 1931 roku, przyniosło niekwestionowany triumf Bohdanowi Pniewskiemu. Architekt przedstawił plan olbrzymiej świątyni, która zgodnie z zaleceniami miała mieć pojemność 250 tys. metrów sześciennych. W swym zewnętrznym kształcie łączyła cechy gotyckich katedr francuskich (rozeta między dwiema wieżami wejścia) i amerykańskich wieżowców lat 20. i 30. XX wieku.
Nagrodzone projekty Pniewskiego z obu konkursów były konsekwentnym rozwinięciem tego samego pomysłu plastycznego, stopniowo udoskonalanego. W pierwszym projekcie nad głowami wiernych w nawie otwiera się wielka pusta przestrzeń, wypełniona światłem przenikającym przez ogromną rozetę w wieży; pomysł ten, stopniowo udoskonalany, pozostał do ostatecznej wersji projektu podstawowym zabiegiem tworzącym nastrój wnętrza. Wspólne dla obu konkursowych projektów były też źródła inspiracji: monumentalna wieża nad nawą budzi skojarzenia ze współczesnymi amerykańskimi wieżowcami. Między oboma projektami Pniewskiego istniały różnice, uwarunkowane po części zmienionymi oczekiwaniami organizatorów, po części udoskonalaniem pierwotnej koncepcji: w projekcie z drugiego konkursu znikają zewnętrzne krużganki rozdrabniające bryłę, sylwetę kościoła w oczach widzów monumentalizować miało przesunięcie przeszło stumetrowej wieży bliżej frontu. Wciąż był to jednak projekt oparty na tym samym pomyśle połączenia „kubistycznej” maniery architektury drugiej połowy lat 20. z nawiązaniami do gotyku.
W połowie lat 30. XX wieku nastąpiła kolejna zmiana koncepcji. 12 maja 1935 roku zmarł marszałek Józef Piłsudski. Następnego dnia na nadzwyczajnym posiedzeniu Stowarzyszenie Architektów RP i Towarzystwo Urbanistów Polskich sformułowało pomysł uczczenia marszałka urbanistycznym pomnikiem. Powstała idea Dzielnicy Marszałka Józefa Piłsudskiego wraz ze Świątynią Opatrzności. Złączono tę ideę z myślą wydzielenia w stolicy państwa przestrzeni architektonicznie zorganizowanej jako polskie Pole Marsowe i miejsce masowych uroczystości o charakterze państwowym. Nawiązywało w ten sposób do zamierzeń z końca XVIII wieku – Pola Marsowego przed Zamkiem Ujazdowskim. Miało to wielkie znaczenie dla projektu kościoła zarówno w sensie architektonicznym, jak i założeń urbanistycznych. Plac gwiaździsty zastąpiła nowa koncepcja monumentalnej osi prowadzącej do kościoła zlokalizowanego w nowej dzielnicy. Charakter pomnikowy miała teraz otrzymać nie tylko rzeźba czy architektura, ale cała dzielnica położona w centrum miasta. Stanowiło to w owych czasach rewelację na skalę europejską.
W 1938 roku Bohdan Pniewski zaprezentował ostateczny projekt świątyni. Miała ona stanąć przy obecnym skrzyżowaniu ulic Banacha i Żwirki i Wigury. Latem 1939 roku rozpoczęto prace ziemne, ale plany pokrzyżował wybuch II wojny światowej. Okupacja niemiecka oraz dyktatura komunistyczna uniemożliwiły jej realizację przez następnych kilkadziesiąt lat. Śladem tego dzieła był jedynie kamień węgielny, który został położony pod budowę Świątyni Opatrzności. Był to głaz, na którym – według tradycji – klęczał Tadeusz Kościuszko, kiedy modlił się przed bitwą pod Racławicami.

### Lata 1945–1989
Po II wojnie światowej sprawę budowy Świątyni Opatrzności Bożej próbował podjąć w 1947 roku prymas kardynał August Hlond. Śmierć prymasa i brak zgody władz państwowych, zniweczyły jednak te plany.

#### Kaplica Opatrzności Bożej na Ujazdowie

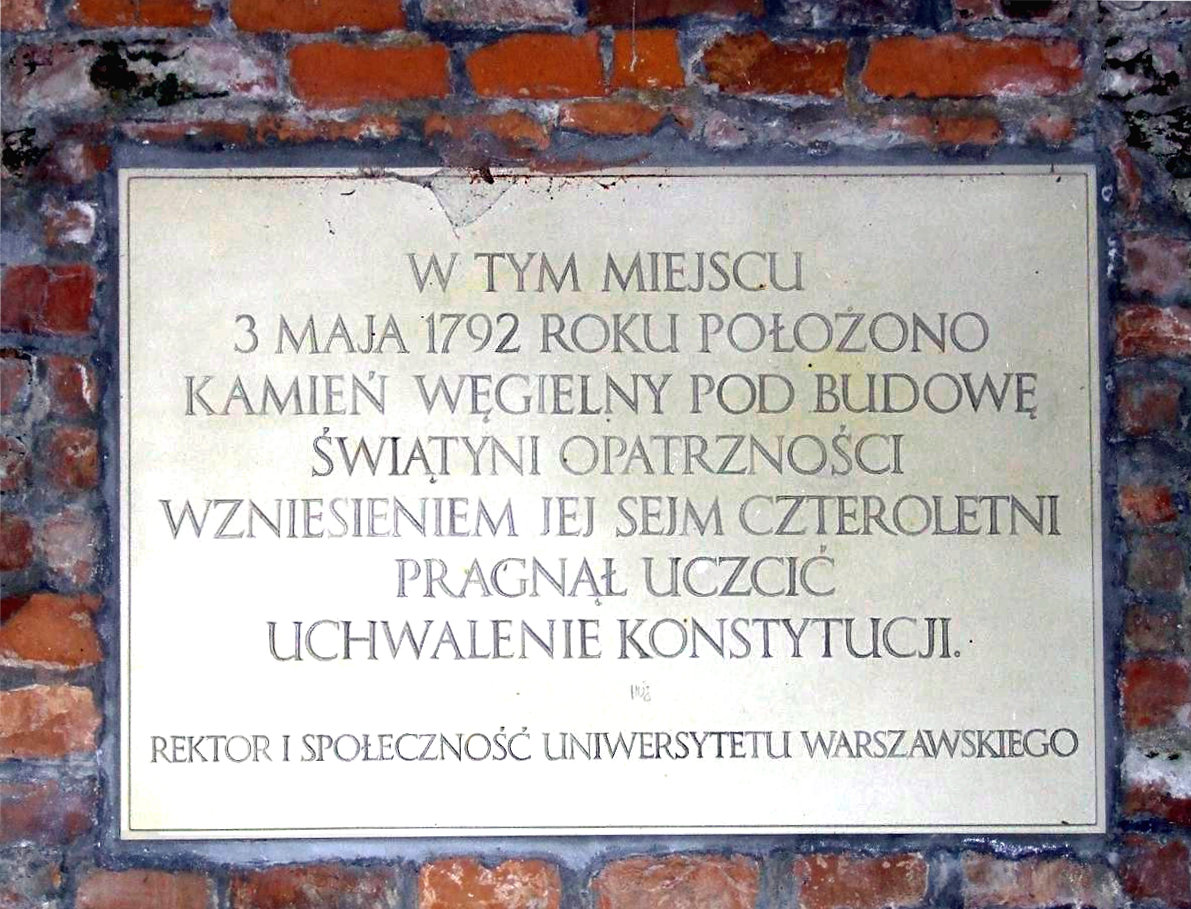
Tablica upamiętniająca położenie kamienia węgielnego pod Świątynię Opatrzności Bożej w Ogrodzie Botanicznym

Ruina Kaplicy Opatrzności w Ogrodzie Botanicznym UW czekała na remont. Mimo wielu starań podejmowanych przez pracowników ogrodu realizacja tego zamiaru nie doszła do skutku. W 1968, staraniem ówczesnego kierownika Ogrodu doc. dr L. Karpowiczowej, wmurowano tablicę pamiątkową przypominającą ideę budowy Świątyni Opatrzności Bożej.
Kolejne starania o remont rozpadającej się kapliczki rozpoczął w 1982 roku dr Marek Ostrowski, pracownik naukowy Wydziału Biologii Uniwersytetu Warszawskiego, a jednocześnie społeczny opiekun tego zabytku. Ministerstwo Kultury i Sztuki, do którego zwrócił się o pomoc, odmówiło przyjęcia wniosku o dofinansowanie prac konserwatorskich. W tej sytuacji dr Ostrowski przeznaczył na ten cel przyznane mu stypendium twórcze, co pozwoliło pokryć wstępne koszty remontu. Zezwolenie na remont zostało wydane po trzyletnich staraniach w 1985 roku, ale przed opiekunami zabytku piętrzono trudności. Mimo to rozpoczęli oni prace zabezpieczające i dopiero po kolejnych dwóch latach, w 1987 roku, remont nabrał tempa. Wówczas zdjęto warstwę ziemi i przystąpiono do właściwych prac konserwatorskich.

#### Kościół parafialny pw. Opatrzności Bożej na Rakowcu

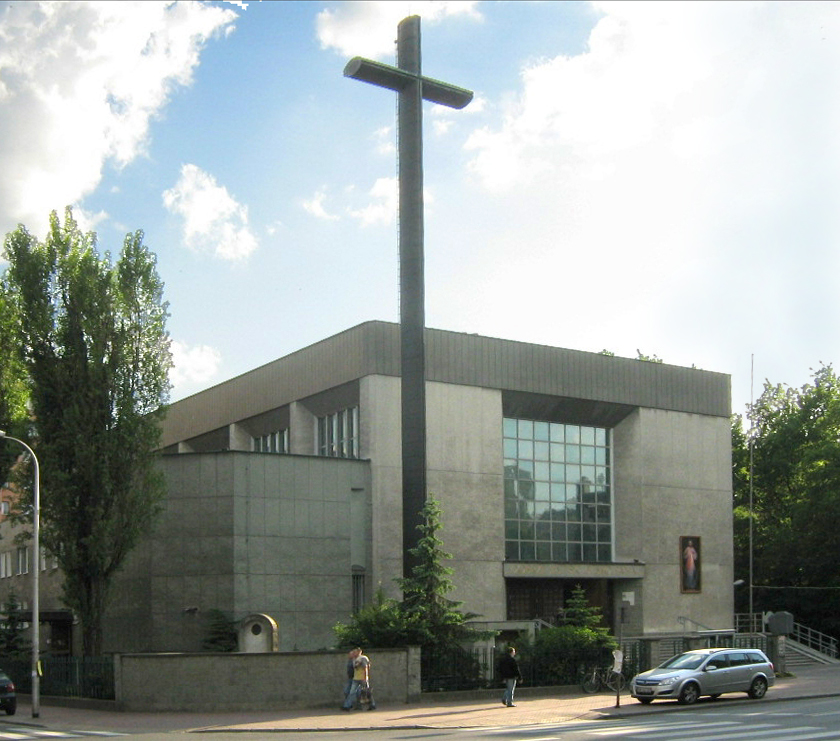
Kościół Opatrzności Bożej na warszawskim osiedlu Rakowiec

Prymas kardynał Stefan Wyszyński zaznaczył pamięć o Świątyni Opatrzności w fakcie budowy kościoła parafialnego na Rakowcu przy ul. Dickensa. Projekt ten pomimo uzyskania pozwolenia na budowę w 1972 roku (było to pierwsze zezwolenie na budowę kościoła w powojennej Warszawie), napotkał wiele przeciwności: nakładanych kar, wstrzymanej budowy i więzienia proboszcza ks. R. Kołakowskiego. Kościół ten przypominał o złożonym wotum i obowiązku jego realizacji przez cały Naród w chwili uzyskania wolności. W czasie konsekracji tej świątyni 8 grudnia 1979 roku w kazaniu prymas Stefan Wyszyński powiedział:

W swoich rozważaniach doszedłem do wniosku, że Bóg przyjmie zamiast niespełnionych ślubów Narodu naszą zastępczą ofiarę tej świątyni, budowanej z niezwykłym trudem, z ogromnym poświęceniem, z wytrwałością, cierpliwością, z bohaterskim zaparciem się siebie. Jest ona nie tylko budynkiem sakralnym, jest świadectwem wiary wobec świata, wobec Narodu i Stolicy. Naród polski chce pozostać Chrystusowy i wszystko czyni, aby dochować wierności Bogu, Krzyżowi, Ewangelii, Kościołowi i jego pasterzom.

#### Sanktuarium Trójcy Przenajświętszej w Prostyni
Inną budowlą, która wiąże się ze Świątynią Opatrzności, jest niewielki kościół – Sanktuarium Trójcy Przenajświętszej w Prostyni koło Małkini. Zbudowany został w latach 1946–1954 według projektu Bohdana Pniewskiego, który nawiązał w nim częściowo do swojego przedwojennego projektu Świątyni Opatrzności Bożej z 1938 roku.

#### Idea budowy Świątyni Opatrzności Bożej na placu Puławskim
W 1982 roku zespół architektów krakowskich zgłosił na konkurs zabudowy tzw. placu Puławskiego (rejonu skrzyżowania ul. Puławskiej, Goworka i Waryńskiego) w Warszawie projekt zbudowania w tym rejonie wspomnianej świątyni. Górowałaby ona nad przyszłym placem, usytuowanym na pograniczu Śródmieścia i Mokotowa. Projekt jednak nie zakończył się realizacją. Była to ostatnia nieudana próba wypełnienia ślubów budowy świątyni.

### III Rzeczpospolita

#### Potwierdzenie aktualności ślubów Sejmu Czteroletniego
W 1989 roku z inicjatywą kontynuacji budowy Świątyni Opatrzności Bożej wystąpił prymas Polski kardynał Józef Glemp. W 1991 roku Komisja Konstytucyjna Senatu RP w uchwale powziętej z okazji 200-lecia Konstytucji 3 Maja stwierdziła aktualność ślubu.

#### Idea przekształcenia kościoła św. Aleksandra

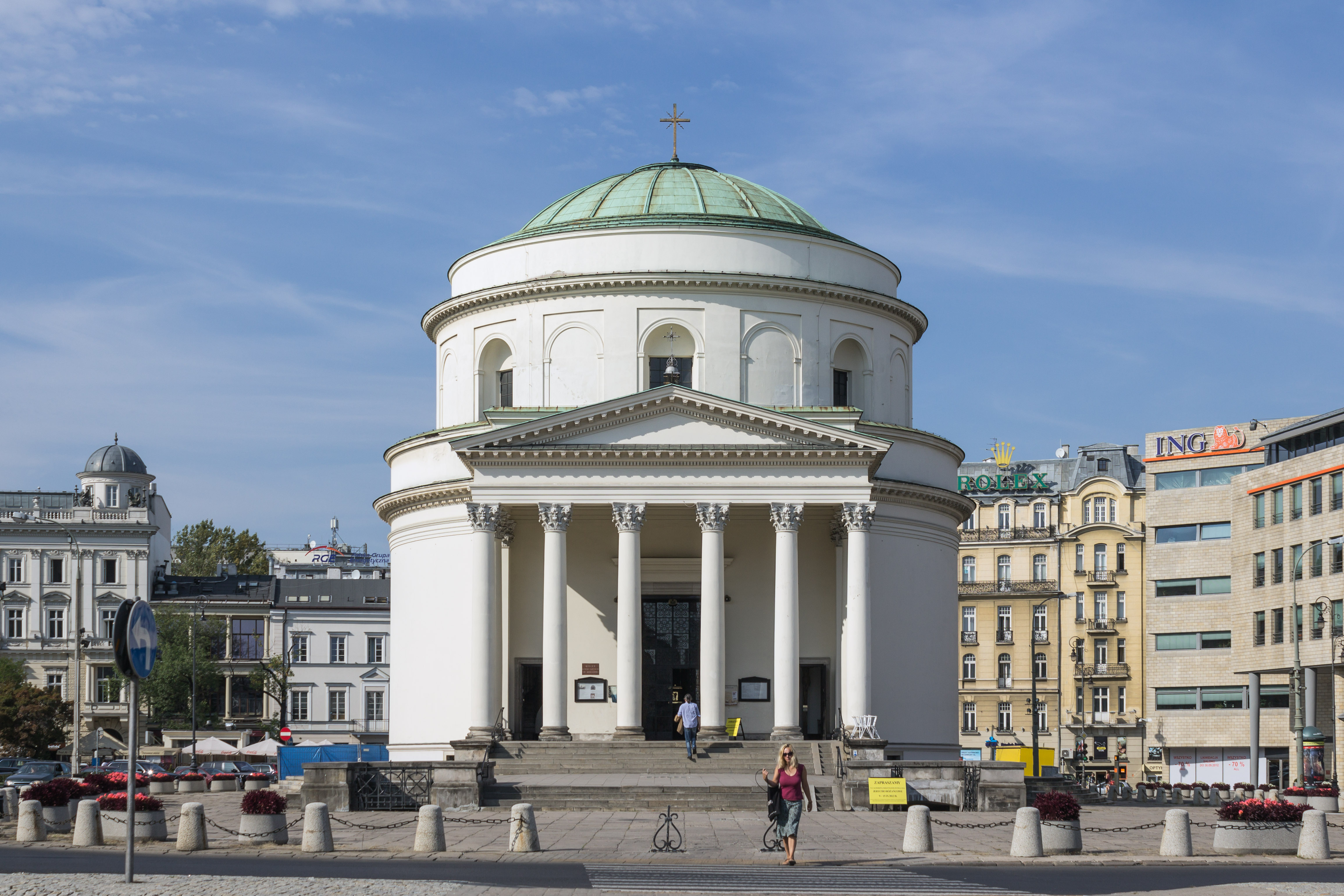
Kościół św. Aleksandra

W czasie obchodów czterechsetlecia stołeczności Warszawy 20 kwietnia 1996 roku na Zamku Królewskim podczas uroczystej sesji Rady Miasta ks. prymas Józef Glemp w obecności najwyższych władz państwowych zaproponował przekształcenie na Świątynię Opatrzności kościoła św. Aleksandra na pl. Trzech Krzyży. Prymas wspomniał o tym, że kościół ten po II wojnie światowej został odbudowany tylko częściowo. Koncepcja ta wymagała także zmiany zagospodarowania przestrzennego samego placu, ponieważ usytuowanie świątyni na wysepce utrudniłoby funkcje duszpasterskie. Nie podjęto prac nad tym pomysłem.

#### Uchwała Sejmu RP dotycząca wypełnienia ślubów Sejmu Czteroletniego
19 listopada 1997 roku na zebraniu z osobistościami stolicy w Rezydencji Prymasów Polski podjęto już działania w sprawie budowy świątyni. Varsavianista prof. Marian Marek Drozdowski przedstawił dzieje budowy pierwszej i drugiej świątyni, prymas zaś wskazał idee, które motywują budowę. W trakcie dyskusji doszło do propozycji powołania Fundacji Budowy Świątyni, która niebawem zaczęła działać.

Następnie w 1998 roku budowę świątyni poparła Rada m.st. Warszawy i Konferencja Episkopatu Polski. Senat RP uchwałą z dnia 18 czerwca 1998 roku przychylił się do budowy Świątyni. Sejm RP uchwałą z dnia 23 października 1998 roku także wyraził uznanie dla inicjatywy prymasa Polski kardynała Józefa Glempa. W uchwale Sejmu zapisano:

Sejm Rzeczypospolitej Polskiej wyraża uznanie dla inicjatywy prymasa Polski kardynała Józefa Glempa wzniesienia w Warszawie Świątyni Opatrzności Bożej. Budowę Świątyni uchwalił Sejm Czteroletni jako Wotum Narodu za Konstytucję 3 Maja 1791 roku. W dniu 17 marca 1921 roku Sejm Ustawodawczy odnowił to zobowiązanie. Przyjętej wówczas ustawy nie zdołano wykonać. Sejm III Rzeczypospolitej uważa, że śluby złożone przed dwustu laty Naród powinien pilnie wypełnić. Świątynia Opatrzności Bożej będzie symbolem wdzięczności Narodu za odzyskanie wolności w 1989 roku, 20 lat pontyfikatu Ojca Świętego Jana Pawła II, Jubileusz 2000 lat Chrześcijaństwa.

 Jako lokalizację nowej Świątyni wyznaczono Pola Wilanowskie.

#### Świątynia Opatrzności Bożej w Wilanowie

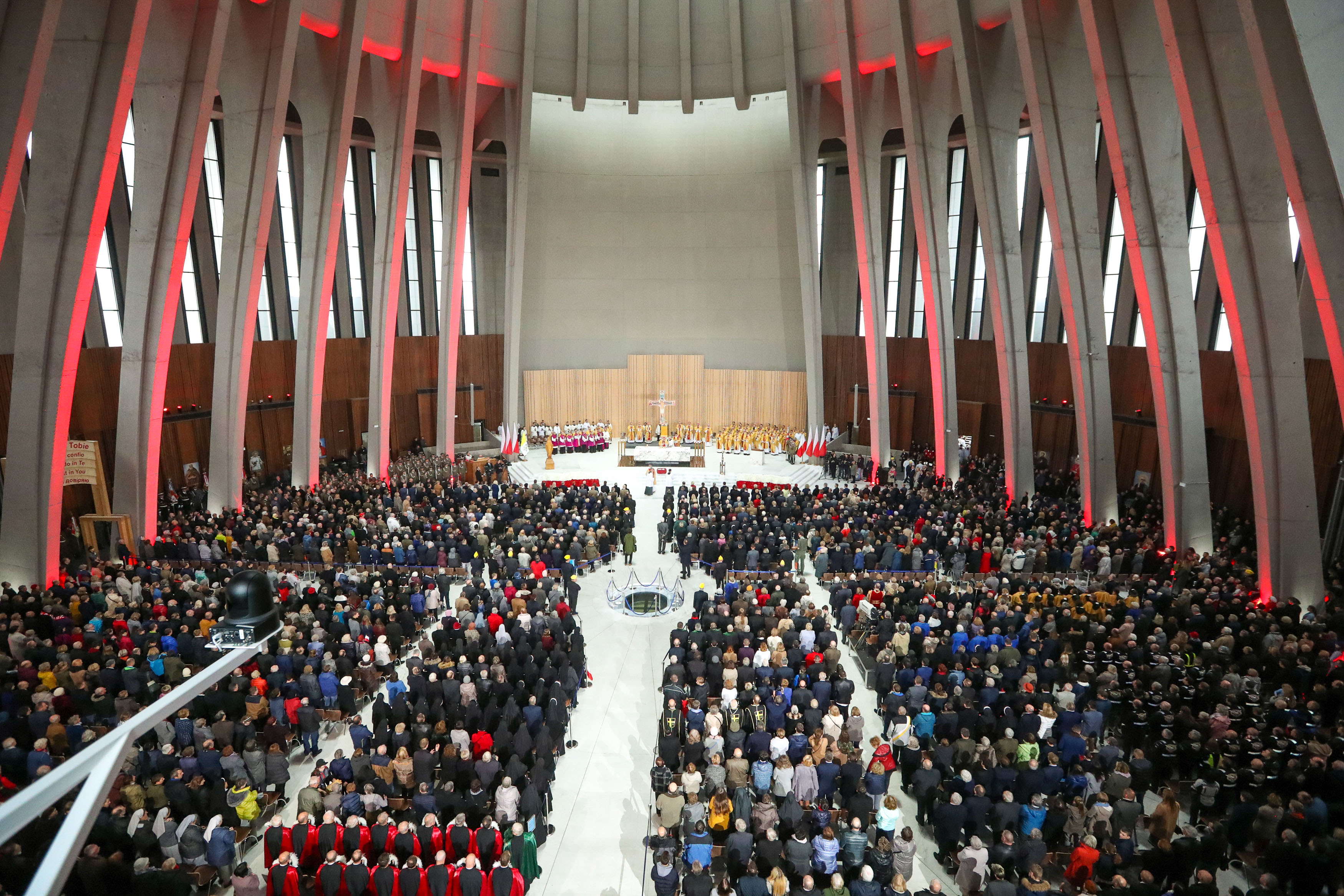
Wnętrze Świątyni Opatrzności Bożej

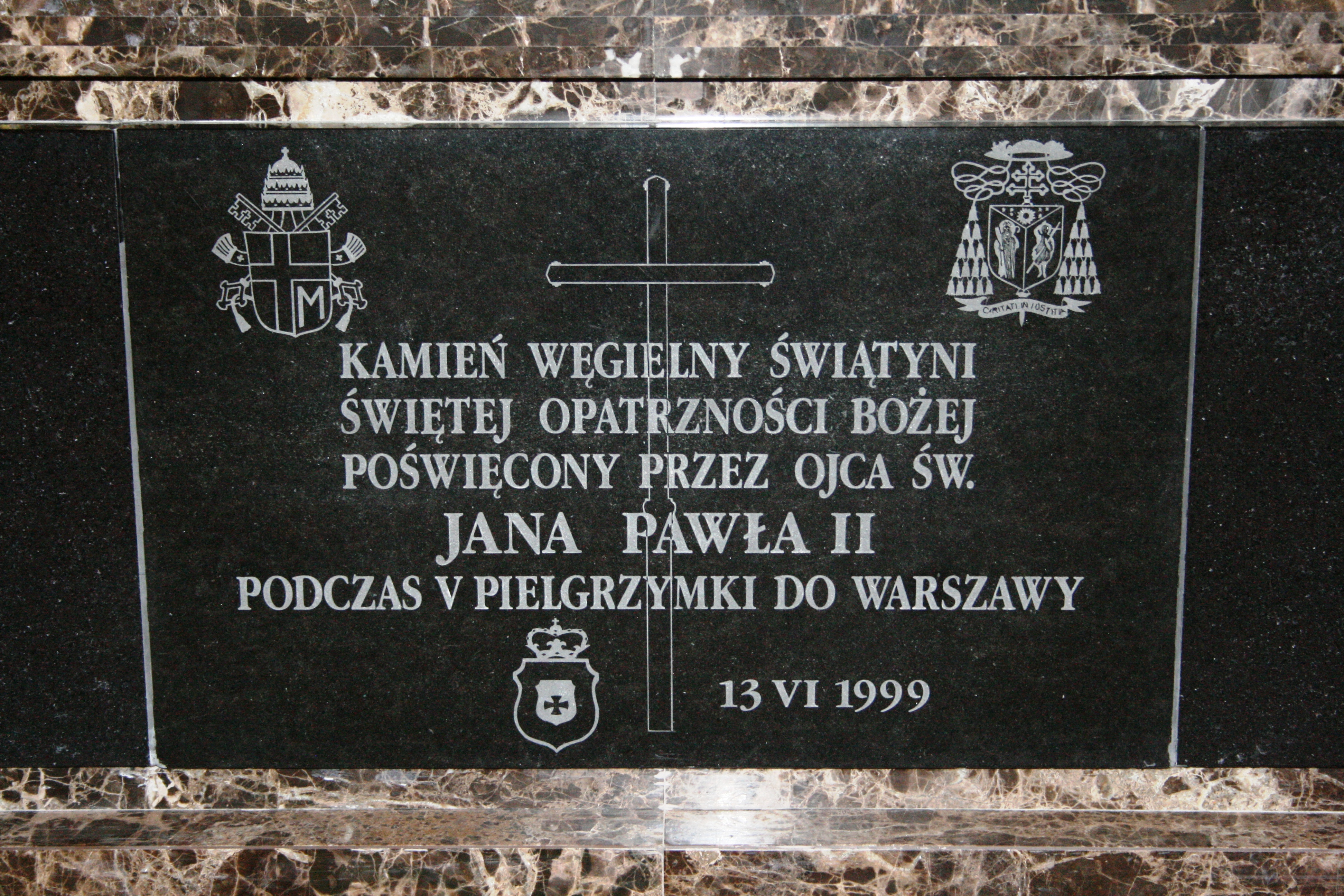
Kamień węgielny świątyni znajdujący się w Świątyni Opatrzności Bożej

2 maja 1999 roku na terenie przeznaczonym pod budowę świątyni uroczyście posadowiono i pobłogosławiono krzyż. Prymas Józef Glemp wyraził nadzieję, że ten dzień – jako wigilia rocznicy Konstytucji 3 Maja i Święta Matki Bożej Królowej Polski – pozostanie w kalendarzu liturgicznym jako święto Opatrzności Bożej. Podczas VII pielgrzymki do Polski, 13 czerwca 1999 roku, Jan Paweł II poświęcił kamień węgielny pod budowę świątyni. Na placu Piłsudskiego w Warszawie papież powiedział:

Na Polach Wilanowskich pobłogosławiłem teren pod budowę Świątyni Opatrzności Bożej. Za chwilę poświęcę kamień węgielny. Niech ta Świątynia stanie się miejscem szczególnego dziękczynienia za wolność Ojczyzny. Modlę się, aby żadne bolesne wydarzenia nie zakłóciły tego dziękczynienia, z którym czekamy już 200 lat.

9 listopada 1999 roku ogłoszony został konkurs architektoniczny przygotowany we współpracy ze Stowarzyszeniem Architektów Polskich. 12 kwietnia 2000 roku rozstrzygnięto, że pierwsze nagrody otrzymują prace trzech zespołów: Marka Budzyńskiego, Jerzego Szczepanika-Dzikowskiego (pracownia JEMS Architekci) oraz zespołu Wojciecha i Lecha Szymborskich. Spośród nich prymas wybrał 22 maja projekt zgłoszony przez Marka Budzyńskiego. Praca Budzyńskiego przedstawiała kościół jako symboliczną górę, zwieńczoną kryształowym świetlikiem. W opinii jurorów praca ta wyróżniała się powiązaniem pomnikowej skali z romantycznym założeniem krajobrazowym, uwzględniającym polską tożsamość narodową. Projekt wywołał ożywioną dyskusję. Zyskał liczne pochwały środowiska artystycznego – za śmiałość i rozmach. Krytycznie przyjęła go część duchowieństwa archidiecezji. Ich wyrazicielem był m.in. diecezjalny konserwator zabytków ks. prof. Andrzej Luft, który stwierdził, że projekt jest nieporozumieniem, gdyż swoim kształtem świątynia przypomina „słowiański kurhan lub egipską piramidę”.
Pod wpływem krytyki, 23 listopada 2000 roku Fundacja Budowy Świątyni odstąpiła od realizacji projektu Budzyńskiego. Decyzję uzasadniano kosztami planowanego przedsięwzięcia. W lipcu 2001 roku zarząd ogłosił drugi konkurs, tym razem zamknięty, do którego zaproszono siedem zespołów architektonicznych. W warunkach konkursu znalazło się szereg szczegółowych życzeń, aby – między innymi – projektowana świątynia przypominała projekt Jakuba Kubickiego z konkursu z 1791 roku. Po kilku etapach prac konkursowych wybrano projekt zespołu Wojciecha i Lecha Szymborskich. Świątynia zaprojektowana została na planie krzyża greckiego, z czterema wejściami, zwieńczona kopułą z krzyżem. Kolejne jego przetworzenia, wynikłe z dyskusji z zarządem fundacji, doprowadziły do tego, że projekt jest modernistyczną wersją świątyni projektu Kubickiego.
2 maja 2002 roku z udziałem prymasa Polski kardynała Józefa Glempa i całego Episkopatu, władz państwowych i kilku tysięcy wiernych wmurowano kamień węgielny pod Świątynię Opatrzności Bożej w Warszawie. Kanclerz warszawskiej kurii ks. Grzegorz Kalwarczyk odczytał akt wmurowania, który został następnie podpisany przez 16 osób, m.in. prymasa Polski kard. Józefa Glempa, prezydenta Aleksandra Kwaśniewskiego i autora projektu świątyni architekta Wojciecha Szymborskiego. Kamień węgielny wmurował prymas Polski dokładnie w miejscu, gdzie zostanie zbudowany ołtarz. Składa się z trzech części umieszczonych w specjalnej szkatule. Pierwsza to kamień węgielny z pierwszej budowy Świątyni Świętej Opatrzności Bożej z 1792 roku, druga – z warszawskiej katedry św. Jana Chrzciciela, a trzecia – z Częstochowy. Został on umieszczony w cokole przygotowanym na tę okazję. Każdy z 16 sygnatariuszy aktu wmurowania dołożył cegłę i symbolicznie wmurował ją obok kamienia węgielnego. Towarzyszącą uroczystościom liturgię Słowa poprzedziło przybycie obrazu Matki Bożej Jasnogórskiej, który od lat wizytuje polskie parafie.
Symbolicznego wbicia pierwszej łopaty dokonał prymas w dniu 23 listopada 2002 roku, a 30 stycznia 2003 roku prezydent Warszawy Lech Kaczyński przekazał prymasowi Józefowi Glempowi pozwolenie na budowę Świątyni Opatrzności Bożej wraz z obiektami towarzyszącymi. 25 lutego 2003 roku rozpoczęły się prace budowlane nad kościołem-wotum. 2 maja 2003 roku na Polach Wilanowskich modlili się wraz z prymasem Polski polscy biskupi wraz z biskupami z krajów Europy, przybyłymi na zebranie plenarne polskiego episkopatu. We wrześniu tego roku zakończono budowę stropu nad dolną, podziemną kondygnacją świątyni.

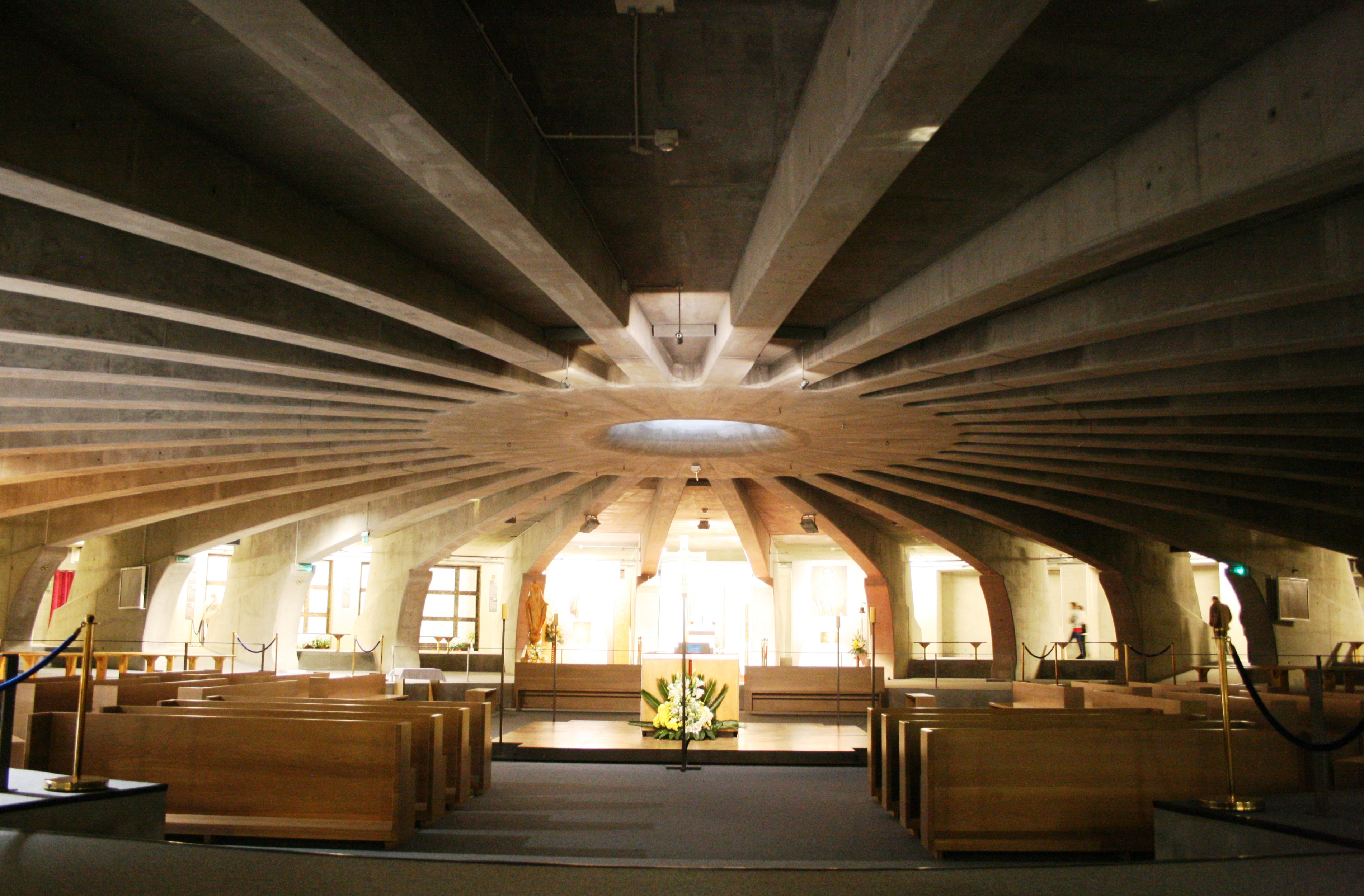
Panteon Wielkich Polaków, październik 2012

W 2011 roku został ukończony pierwszy etap budowy, tzw. stan surowy otwarty. Zrealizowano prace wewnątrz budynku: wykończenie i oddanie do użytku Panteonu Wielkich Polaków, rozbudowanie infrastruktury dojazdowej. Następnie prowadzono prace nad uszczelnianiem kopuły, systemem odprowadzania wody deszczowej, klatkami schodowymi, windami, a także prace wykończeniowe.
18 lutego 2011 roku na szczycie kopuły Świątyni Opatrzności Bożej na warszawskich Polach Wilanowskich ustawiono ponad pięciometrowy krzyż. Poświęcił go metropolita warszawski kard. Kazimierz Nycz. Krzyż, wieńczący zakończenie budowy świątyni w stanie surowym, jest wykonany ze stali nierdzewnej, waży ok. pół tony. Pozłacana szczelina w krzyżu przepuszcza światło, które – w zamierzeniu twórców – ma symbolizować Chrystusa zmartwychwstałego.
W 2011 roku powstał również dwustronny Krzyż Paschalny, oparty na pomyśle ks. bp. prof. dr hab. Michał Janochy, zainspirowany tradycją łemkowską, zaprojektowany i wykonany przez Hannę Dąbrowską-Certę. Z jednej strony znajduje się Chrystus cierpiący (strona pasyjna), a z drugiej Chrystus w szatach arcykapłańskich (strona chwalebna). Oryginał znajduje się w Panteonie Wielkich Polaków, zaś w górnej kondygnacji umieszczono później jego powiększoną kopię. Obecnie Krzyż Paschalny znajduje się w kaplicy Maryjnej. Jego ikona w postaci procesyjnego krzyża znajduje się także przy ołtarzu głównym w prezbiterium. Historię powstania, a potem odrestaurowania Krzyża Paschalnego przedstawiono w filmie.
Koszt budowy świątyni wyniósł 220 mln zł. Dofinansowanie z budżetu państwa, dotyczące przede wszystkim Muzeum Jana Pawła II i Prymasa Wyszyńskiego, wyniosło pod koniec 2019 ok. 90 milionów złotych.
Świątynia otrzymała antynagrodę architektoniczną Makabryła na najbrzydszy budynek w Polsce oddany do użytku w 2016.
11 listopada 2016 nastąpiło uroczyste otwarcie Świątyni Opatrzności Bożej. Mszy Świętej przewodniczył ówczesny Arcybiskup Metropolita Warszawski Kazimierz Kardynał Nycz, a kazanie wygłosił Przewodniczący Episkopatu Polski abp Stanisław Gądecki. W uroczystości uczestniczyli również Prezydent RP Andrzej Duda, premier Beata Szydło, Marszałek Senatu Stanisław Karczewski i Marszałek Sejmu Marek Kuchciński. Cztery dni później, 15 maja 2016 roku Sejm Rzeczypospolitej przyjął uchwałę z okazji otwarcia Świątyni Opatrzności Bożej
W czerwcu 2018 archidiecezja warszawska ogłosiła konkurs na koncepcję docelowego urządzenia pięciu najważniejszych elementów wnętrza świątyni – krzywoliniowej ściany ołtarzowej oraz czterech znajdujących się poza nawą główną kaplic: maryjnej, adoracyjnej, pokutnej i Grobu Bożego. W żadnej z pięciu części konkursu nie przyznano głównej nagrody.
11 listopada 2018 roku w świątyni, w obecności najwyższych władz państwowych, odprawiona została uroczysta msza św. w setną rocznicę odzyskania przez Polskę niepodległości. Liturgii przewodniczy nuncjusz apostolski w Polsce abp Salvatore Pennacchio, a homilię wygłosi przewodniczący Konferencji Episkopatu Polski abp Stanisław Gądecki. Odmówiony został "Akt dziękczynienia i zawierzenia Opatrzności Bożej", a prezydent RP Andrzej Duda zapalił ogniem z Grobu Nieznanego Żołnierza XIX-wieczny paschał – Świecę Niepodległości.
12 września 2021 roku w świątyni odbyły się główne uroczystości beatyfikacji Kardynała Stefana Wyszyńskiego i Matki Elżbiety Róży Czackiej. Mszy św. beatyfikacyjnej przewodniczył legat papieski – prefekt Kongregacji Spraw Kanonizacyjnych kard. Marcello Semeraro.

#### Instytut Papieża Jana Pawła II
4 listopada 2005 kardynał Józef Glemp i marszałek województwa mazowieckiego Adam Struzik podpisali porozumienie dotyczące utworzenia przy świątyni Opatrzności Bożej Instytutu Papieża Jana Pawła II. Zostało ono podpisane przy okazji koncertu z okazji imienin Jana Pawła II w warszawskiej Sali Kongresowej. Na mocy porozumienia marszałek zadeklarował wsparcie tworzonego instytutu z funduszy województwa mazowieckiego.

#### Święto Dziękczynienia
Nowy metropolita warszawski arcybiskup Kazimierz Nycz 27 listopada 2007 roku powołał do życia Centrum Opatrzności Bożej, którego istotą działania jest „dziękczynienie Opatrzności Bożej za łaski okazane Narodowi Polskiemu”. Jednym z działań podjętych przez Centrum jest organizacja Święta Dziękczynienia. Obchody święta organizowane są na placu przed Świątynią Opatrzności Bożej, wtedy też zbierane są ofiary na budowę świątyni.
Pierwszy Dzień Dziękczynienia odbył się 1 czerwca 2008 roku pod hasłem „Dziękuje nie kłuje”. Od tego czasu wydarzenie co roku gromadzi rzesze wiernych z całej Polski. W 2010 roku Kardynał Kazimierz Nycz zmienił jego nazwę z „Dzień Dziękczynienia” na „Święto Dziękczynienia”. Również w czasie pandemii odbyły się Święta Dziękczynienia, które ze względu na obostrzenia sanitarno-epidemiologiczne miały dużo skromniejszy charakter.

## Pochowani w Świątyni Opatrzności Bożej

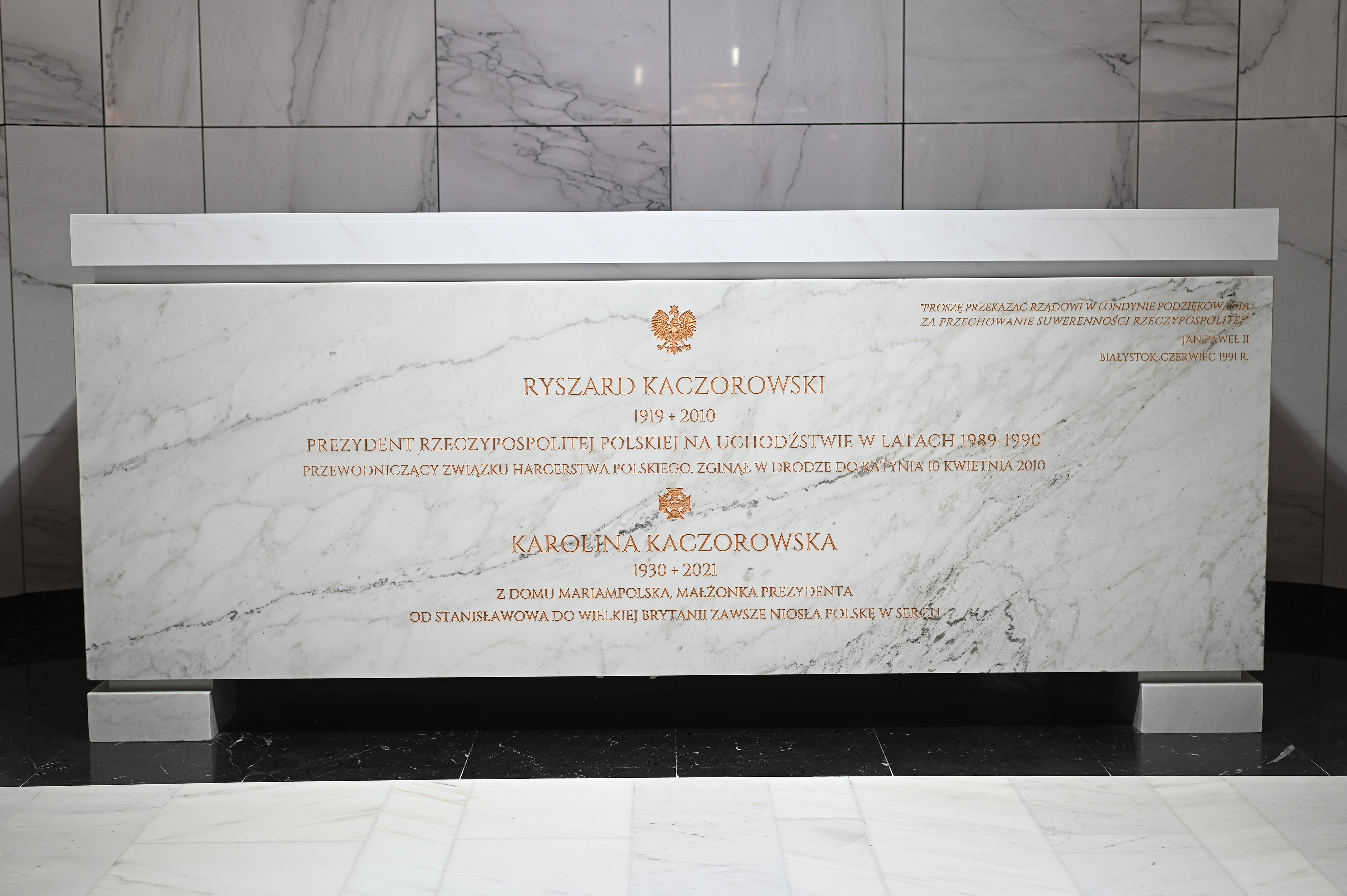
Sarkofag Prezydenta Ryszarda Kaczorowskiego i jego żony Karoliny w Mauzoleum Prezydentów RP na Uchodźstwie w Świątyni Opatrzności Bożej w Warszawie

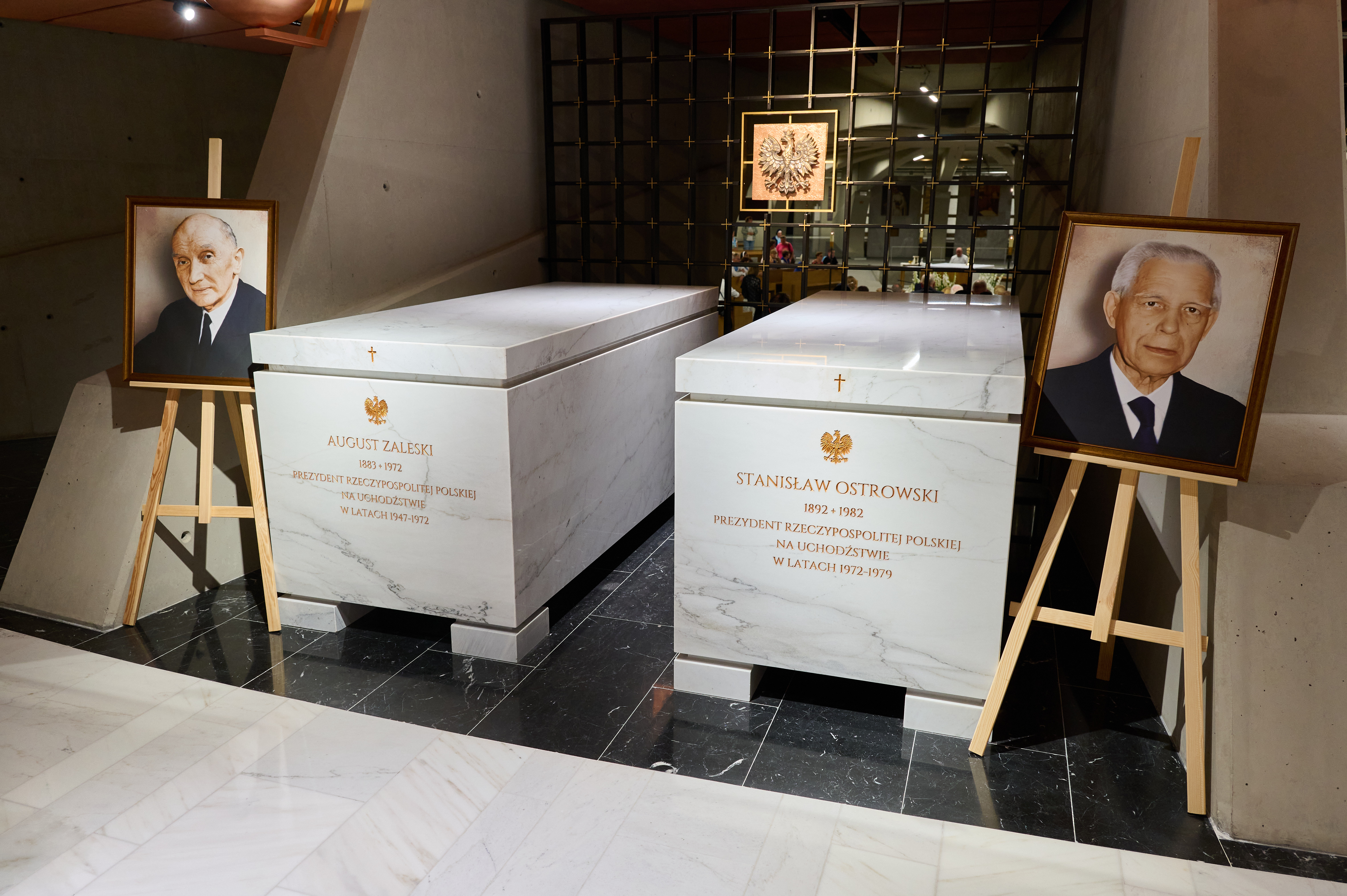
Sarkofagi Augusta Zaleskiego i Stanisława Ostrowskiego w Mauzoleum Prezydentów RP na uchodźstwie w Świątyni Opatrzności Bożej w Warszawie

W dolnej części Świątyni Opatrzności Bożej powstał Panteon Wielkich Polaków. Pochowani zostali tutaj:
- Jan Twardowski (1915–2006) – duchowny katolicki, poeta
- Zdzisław Peszkowski (1918–2007) – duchowny katolicki, kapelan Rodzin Katyńskich
- Krzysztof Skubiszewski (1926–2010) – polityk, prawnik, pierwszy minister spraw zagranicznych III RP
- Józef Joniec (1959–2010) – duchowny katolicki, zakonnik pijarski, prezes Stowarzyszenia „Parafiada”
- Andrzej Kwaśnik (1956–2010) – duchowny katolicki, kapelan Federacji Rodzin Katyńskich
- Zdzisław Król (1935–2010) – duchowny katolicki, kapelan Warszawskiej Rodziny Katyńskiej
- Stefan Korboński (1901–1989) i Zofia Korbońska (1915–2010) – działacze niepodległościowi, pochowani tu 1 października 2012.
- Emánuel Aladár Korompay (1890–1940) – węgierski nauczyciel akademicki, kapitan administracji Wojska Polskiego, ofiara zbrodni katyńskiej. Jest to grób symboliczny - w urnie znajduje się ziemia z Charkowa, gdzie został zamordowany.
- Zygmunt Szadkowski (1912–1995) i Wanda Szadkowska (1912–1999) – przewodniczący Rady Narodowej RP wraz z małżonką, pochowani tu 10 listopada 2012.
- Longin Komołowski (1948–2016) – polityk, działacz związkowy i społeczny, pochowany 10 stycznia 2017.
- Wiktor Węgrzyn (1939–2017) – działacz emigracyjny, pochowany 18 lutego 2017.
- Ryszard Peryt (1947–2019) – profesor sztuk teatralnych, pochowany 26 stycznia 2019.
- Marian Duś (1938–2021) – biskup pomocniczy archidiecezji warszawskiej w latach 1986–2013
- Jadwiga Puzynina (1928-2025) – wybitna polska językoznawczyni, badaczka literatury i nauczyciel akademicki, profesor nauk humanistycznych. Dama Orderu Orła Białego.

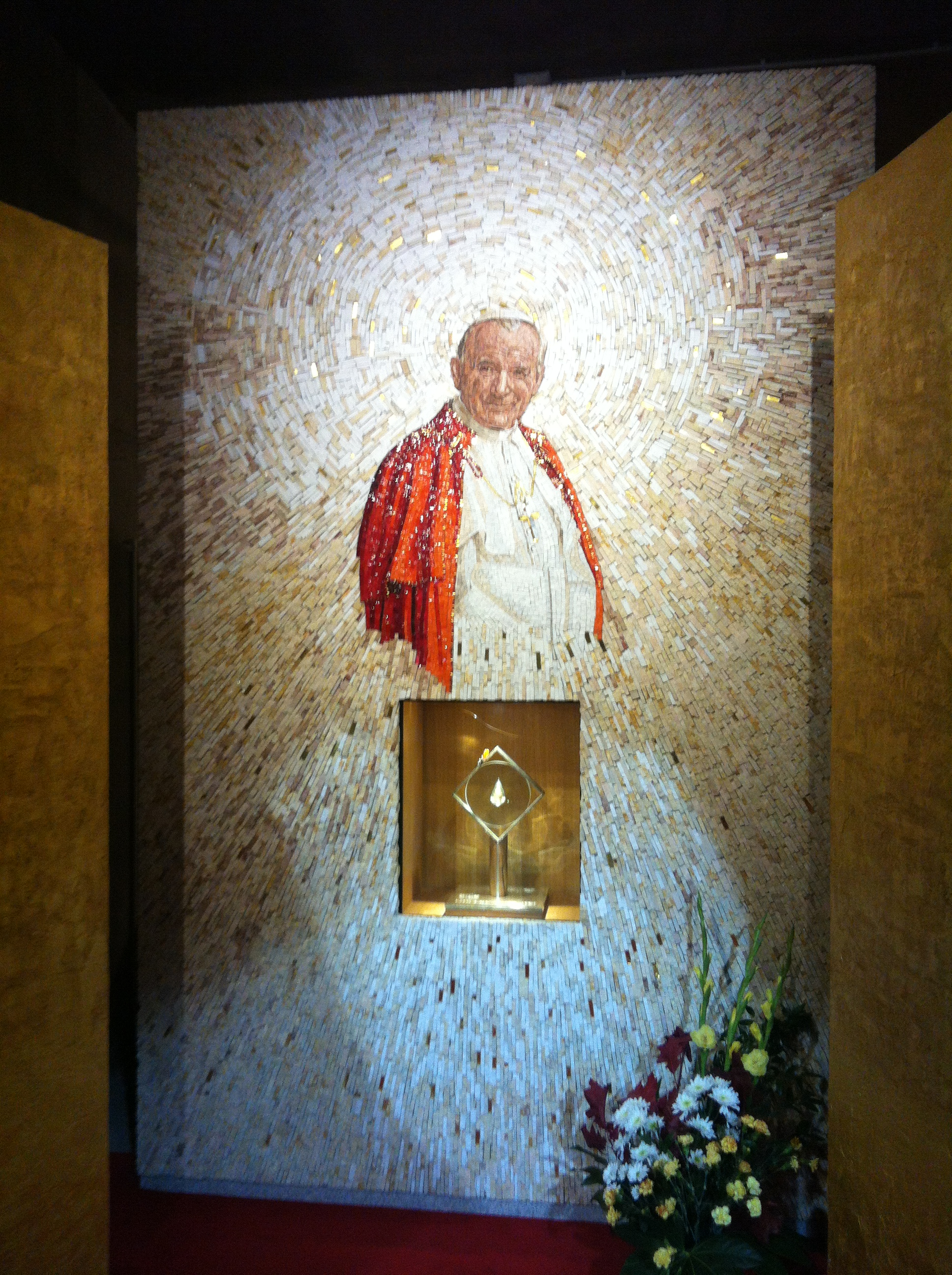
Relikwie Jana Pawła II

W Mauzoleum Prezydentów RP na uchodźstwie pochowani są:
- Władysław Raczkiewicz (1885–1947) – Prezydent Rzeczypospolitej na Uchodźstwie w latach 1939–1947, pochowany 12 listopada 2022[a].
- August Zaleski (1883–1972) – Prezydent Rzeczypospolitej na Uchodźstwie w latach 1947–1972, pochowany 12 listopada 2022[a].
- Stanisław Ostrowski (1892–1982) – Prezydent Rzeczypospolitej na Uchodźstwie w latach 1972–1979, pochowany 12 listopada 2022[a].
- Edward Raczyński (symboliczny grób)
- Kazimierz Sabbat (symboliczny grób)
- Ryszard Kaczorowski (1919–2010) – ostatni Prezydent Rzeczypospolitej na Uchodźstwie, początkowo pochowany w Panteonie Wielkich Polaków[31]. Razem z nim w sarkofagu pochowana jest jego małżonka Karolina Kaczorowska (1930–2021) – polska nauczycielka i działaczka emigracyjna.

Autorami projektu architektonicznego mauzoleum są Lech i Wojciech Szymborscy.

## Architektura Świątyni Opatrzności Bożej
Świątynia Opatrzności Bożej z zewnątrz ma kształt sześcianu z elipsoidalną kopułą. W przestrzenną formę tego sześcianu wpisane jest okrągłe wnętrze świątyni, przypominające rzymski Panteon. Konstrukcja jest budowlą o kilku kondygnacjach. Część parterową wypełnia przestrzeń sakralna ze stacjami i kaplicami upamiętniającymi najważniejsze wydarzenia z historii Polski, mającymi wpływ na formowanie się polskiej tradycji religijnej i kulturowej. Nad nawą boczną, okalającą pierścieniem nawę główną, na pierwszym piętrze, na wysokości 26 m, zlokalizowano Muzeum Jana Pawła II i Prymasa Wyszyńskiego. Pod posadzką, w kościele dolnym, na poziomie -1, stworzony został tzw. Panteon Wielkich Polaków – miejsce pochówku i upamiętnienia najbardziej zasłużonych polskich patriotów oraz ludzi kultury i nauki.
Świątynia Opatrzności Bożej jest najwyższym kościołem w Warszawie – jej wysokość, wraz z 5-metrowym podświetlanym krzyżem wieńczącym 28-metrową kopułę, wynosi 75 m. Kubatura wynosi 122 tys. m³. Nawa główna ma powierzchnię 1742 m² , nawa boczna 862 m², prezbiterium zaś 437 m². Charakterystyczna geometria kopuły górującej nad Wilanowem spowodowała, że zyskała potoczne określenie "wyciskarki do cytryn". Wyjątkowy kształt kopuły – specjalną krzywiznę konstrukcji – uzyskano stosując na ich podbudowie żeber prefabrykaty z drewna klejonego o ściśle określonym kształcie. Szkielet kopuły stanowią 32 wygięte żelbetowe żebra. Nie spotykają się na czubku, gdyż od szczytu do wewnątrz kopuły znajduje się przeszklony świetlik o powierzchni 254m². Kopuła jest jedną z największych w Polsce i Europie – ma powierzchnię 3,2 tys. m². Do pokrycia kopuły z zewnątrz użyto 30 ton miedzianej blachy.
Urbanistyczną podstawę całego kompleksu Świątyni Opatrzności Bożej stanowią cztery Drogi: Walki, Kultury, Cierpienia i Modlitwy. Zaczynają się one wejściowymi łukami-bramami. Drogi te mają symbolizować nowe zadania dla społeczeństwa. Pierwsza – ma stać się drogą pojednania narodowego, ekumenicznego i europejskiego, i będzie związana z Instytutem Jednania; druga – z Instytutem i Muzeum Jana Pawła II; trzecia – będzie przechodzić przy Instytucie Życia, gdzie znajdą się instytucje charytatywne, hospicjum dla ok. 30 osób i stacja krwiodawstwa; przy czwartej drodze stanie Instytut Odrodzenia, który został zaprojektowany wraz z amfiteatrem i z myślą o spotkaniach młodzieży. Wszystkie drogi wyznaczają kształt czterech Dziedzińców: Ojczyzny (dla zgromadzeń religijno-patriotycznych), Ludu Bożego (ze stacjami Drogi Krzyżowej i płaskorzeźbami upamiętniającymi ważne bitwy w dziejach Polski i „Polską Drogę Krzyżową”), Życia i Chwały (wspomniany amfiteatr).
Każda Droga dochodzi do samej świątyni i kończy się portalem. Do kościoła prowadzą schody. Bryła świątyni to rotunda zwieńczona owalną kopułą. Została ona zaprojektowana jako jednoprzestrzenne wnętrze. W nawie głównej jest 1500 miejsc siedzących i jest ona oddzielona od nawy bocznej filarami. Nad wejściem głównym została zaprojektowana rozeta symbolizująca Opatrzność Bożą. Posadzka prezbiterium będzie podniesiona.
Kaplice i stacje usytuowane będą tak, by umożliwić odwiedzającym Świątynię chronologiczne prześledzenie kolejnych najistotniejszych wydarzeń w historii Polski. Stacje utworzą historyczny trakt, który pozwoli spojrzeć na dzieje Polski w perspektywie działania Opatrzności Bożej. Cztery kaplice, rozmieszczone na planie kwadratu, to:
- Kaplica Chrztu – przypominająca o początkach chrześcijaństwa na ziemiach polskich – o Chrzcie Polski i Zjeździe Gnieźnieńskim oraz dwóch pierwszych centrach chrześcijaństwa: Gnieźnie i Poznaniu;
- Kaplica Maryjna – upamiętniająca Śluby Jasnogórskie króla Jana Kazimierza jako przyrzeczenie obrony wiary i szerzenia kultu Matki Bożej;
- Kaplica Cierpienia i Pojednania – symbolizująca upamiętniające Katyń i Auschwitz – będą w niej umieszczone konfesjonały oraz Najświętszy Sakrament;
- Kaplica Wolności – upamiętniająca postacie Jana Pawła II i kard. Stefana Wyszyńskiego oraz ruch społeczny, który dał światu NSZZ „Solidarność”. Ołtarz główny Świątyni znajdować się będzie między Kaplicą Maryjną a Kaplicą Cierpienia i Pojednania.

Pomiędzy kaplicami rozmieszczonych będzie dziesięć ołtarzy: Ołtarz św. Stanisława – obrońcy praw człowieka, patrona społeczeństwa obywatelskiego i głównego patrona Polski; Ołtarz Uniwersytetu Jagiellońskiego – symbolu polskiej nauki; Ołtarz Unii z Litwą – symbolizujący ideę współżycia różnych narodów w jednym państwie; Ołtarz Grunwaldu i Soboru w Konstancji – wspomnienie okresu walki w obronie wolności i tolerancji religijnej; Ołtarz Polska Krajem Tolerancji – poświęcony Pawłowi Włodkowicowi, obrońcy interesów Polski w sporze z Krzyżakami i uczestnikowi Soboru w Konstancji oraz postulatorowi pokojowego współistnienia państw chrześcijańskich i pogan; Ołtarz Konstytucji 3 Maja – upamiętniający czas określania fundamentów nowoczesnego państwa polskiego; Ołtarz Powstań Narodowych – nawiązujący do okresu zaborów oraz działalności powstańców m.in. św. Brata Alberta i św. Rafała Kalinowskiego; Ołtarz Odzyskania Niepodległości – ku pamięci m.in. Orląt Lwowskich i bojowników wojny polsko-bolszewickiej 1920 roku; Ołtarz II Rzeczypospolitej – z upamiętnieniem św. siostry Faustyny oraz Ołtarz Powstania Warszawskiego.
Wykonanie kaplic i stacji zostanie powierzone polskim artystom zaproszonym do współpracy. Zajmą się oni także przygotowaniem tradycyjnych prac artystycznych, ilustrujących symbolikę akcentowaną przez kaplice i stacje.
W realizowanym projekcie Świątyni dużą rolę odgrywa światło przenikające do wnętrza Świątyni od kopuły, aż po posadzkę kościoła. Światło przenika także do wewnątrz poprzez skośne filary zbiegające się centrycznie, łącząc się z promieniami światła wpadającego przez świetlik, który otwiera kopułę na niebo. Projektując taką zasadę kompozycji autorzy projektu starali się poprzez światło wyrazić oddziaływanie czuwającej nad nami Bożej Opatrzności.

### Prezbiterium
Półkoliste prezbiterium ze wzgórzem ołtarzowym, orientowane ku wschodowi, ma powierzchnię 437 m². Ułożono w nim posadzkę z amerykańskiego białego marmuru Calacatta Lincoln. Centralną część tej przestrzeni liturgicznej stanowi, ważący 12 ton, posadowiony na miejscu ludzkimi siłami, stół ołtarzowy. Ołtarz ma prostą formę prostopadłościennego bloku kamiennego wysokiego na 95 cm, wykonanego z białego marmuru o dekoracyjnym naturalnym żyłowaniu ciemniejszej barwy. Mensa ołtarza to płyta o wymiarach 411/140 cm. Podstawa i posadzka pod ołtarzem wykonana jest z czarnego granitu, co daje wrażenie lewitowania kontrastującej białej bryły.
Okalająca prezbiterium ściana ołtarzowa, wysoka na 32 m, o powierzchni 850 m², przyjęła miękką acz dynamiczną formę. Wygięta konstrukcja przywodzi na myśl symboliczny żagiel, ale może także być obrazem okrywającego wiernych płaszcza Opatrzności. Stanowiąca tło dla ołtarza żelbetowa konstrukcja, została obłożona do pewnej wysokości ustrojem akustycznym w postaci okładziny z jasnego drewna. Wewnętrzne oświetlenie, z pomocą specjalnych efektów, można dostosować do aktualnej symboliki barw konkretnego okresu roku liturgicznego.
Od 2016 roku poniżej świetlika, nad ołtarzem na 30-metrowych linach wisiał 2-metrowy krucyfiks (powiększoną kopię krzyża-ikony z Panteonu Wielkich Polaków). W 2023 roku po instalacji w prezbiterium figury Chrystusa Zmartwychwstałego, krzyż został przeniesiony do Kaplicy Maryjnej. Ma postać bizantyjskiego Krzyża Paschalnego, tzw. łemkowskiego dwustronnego – ze Stroną Pasyjną od strony wiernych, a od strony sprawujących Eucharystię kapłanów i służby liturgicznej Stroną Chwalebną. Krucyfiks po renowacji poświęcił w nowej odsłonie w 2021 roku ks. kard. Kazimierz Nycz. 
Centralne miejsce na ścianie ołtarzowej zajmuje 8-metrowa figura Chrystusa Zmartwychwstałego, pokryta polichromią w kolorze mosiądzu. Podwieszona na wysokości 17 m, została umieszona na tle biegnącego pionowo złotego pasa, zwieńczona motywem czteroramiennej gwiazdy / krzyża, w górnej części powierzchni ściany. Za glinianą rzeźbę oraz 2-tonowy żywiczny odlew odpowiada zespół artystów warszawskiej Akademii Sztuk Pięknych pod kierunkiem prof. Adama Myjaka. Rzeźbę w ołtarzu głównym poświęcił w 2023 roku metropolita warszawski kard. Kazimierz Nycz.
Prezbiterium, zdobione motywem Manus Dei , obejmuje także wolno stojącą białą marmurową ambonę oraz miejsce przewodniczenia – tron papieski stallami dla kapłanów i służby liturgicznej. 
Od 12 września 2021 do 2023 roku wystrój ściany ołtarzowej uzupełniały podwyższone, osadzone na drewnianej okładzinie, duże portrety beatyfikacyjne bł. Matki Elżbiety Róży Czackiej oraz bł. Prymasa kard. Stefana Wyszyńskiego, flankujące centralny Krzyż Paschalny.

## Relikwieświętych i błogosławionych czczonych w Świątyni Opatrzności Bożej[49]:
- bł. Jerzego Popiełuszki (1947–1984) – duchownego katolickiego, kapelana "Solidarności", męczennika (pierwsze relikwie wprowadzone do świątyni, w 2010)
- św. Jana Pawła II (1920–2005) – papieża (relikwie wprowadzone w 2011)
- św. Urszuli Ledóchowskiej (1865–1939) – założycielki Urszulanek Serca Jezusa Konającego (relikwie wprowadzone w 2015)
- św. Andrzeja Boboli (1591–1657) – misjonarza jezuickiego, męczennika, patrona Polski (relikwie wprowadzone w 2013)
- bł. Edmunda Bojanowskiego (1814–1871) – polskiego działacza społecznego, założyciela Zgromadzenia Sióstr Służebniczek Najświętszej Marii Panny (relikwie wprowadzone w 2014)
- św. Zygmunta Szczęsnego Felińskiego (1822–1895) – arcybiskupa metropolity warszawskiego, założyciela Zgromadzenia Sióstr Franciszkanek Rodziny Maryi (relikwie wprowadzone w 2015)
- bł. Honorata Koźmińskiego (1829–1916) – założyciela wielu zgromadzeń zakonnych (relikwie wprowadzone w 2015)
- św. Stanisława Papczyńskiego (1631–1701) – założyciela Zgromadzenia Księży Marianów (relikwie wprowadzone w 2015)
- św. Maksymiliana Marii Kolbego (1894–1941) – duchownego, misjonarza franciszkańskiego, założyciela Rycerstwa Niepokalanej, Radia Niepokalanów, męczennika (relikwie wprowadzone w 2016)
- św. Adama Alberta Chmielowskiego (1845–1916) – założyciela Zgromadzenia Braci Albertynów oraz Zgromadzenia Sióstr Albertynek Trzeciego Zakonu Świętego Franciszka Posługujących Ubogim, powstańca styczniowego, malarza (relikwie wprowadzone w 2017)
- św. Faustyny Kowalskiej (1905–1938) – zakonnicy ze Zgromadzenia Sióstr Matki Bożej Miłosierdzia, stygmatyczki, apostołki Bożego Miłosierdzia (relikwie wprowadzone w 2018)
- bł. Franciszki Siedliskiej (1842–1902) – założycielki Zgromadzenia Sióstr Nazaretanek (relikwie wprowadzone w 2019)
- bł. Klary Ludwiki Szczęsnej (1863–1916) – współzałożycielki Zgromadzenia Służebnic Najświętszego Serca Jezusowego (sercanek, pelczarek) (relikwie wprowadzone w 2020)
- św. Józefa Sebastiana Pelczara (1842–1924) – biskupa przemyskiego, współzałożyciela Zgromadzenia Służebnic Najświętszego Serca Jezusowego (pelczarek, sercanek), rektora UJ (relikwie wprowadzone w 2020)
- bł. Elżbiety Róży Czackiej (1876–1961) – niewidomej założycielki Zgromadzenia Sióstr Franciszkanek Służebnic Krzyża, organizatorki Towarzystwa Opieki nad Niewidomymi i "dzieła Lasek" (relikwie wprowadzone podczas beatyfikacji w świątyni, w 2021)
- bł. Stefana kard. Wyszyńskiego (1901–1981) – prymasa Polski, męża stanu, Prymasa Tysiąclecia (relikwie wprowadzone podczas beatyfikacji w świątyni, w 2021)
- św. Rafała Kalinowskiego (1835–1907) – duchownego, karmelity bosego, przeora, powstańca styczniowego (relikwie wprowadzone w 2022)
- bł. Stefana Wincentego Frelichowskiego (1913–1945) – duchownego, harcerza, ofiary obozu KL Dachau (relikwie wprowadzone w 2023)
- św. Józefa Bilczewskiego (1860–1923) – arcybiskupa lwowskiego, rektora UL (relikwie wprowadzone w 2023)
- bł. Zofii Czeskiej (1584–1650) – założycielki Zgromadzenia Panien Ofiarowania Najświętszej Maryi Panny (prezentek) (relikwie wprowadzone w 2023)
- św. Zygmunta Gorazdowskiego (1845–1920) – duchownego, założyciela Zgromadzenia Sióstr Świętego Józefa (józefitek) (relikwie wprowadzone w 2023)
- św. Jadwigi (1372–1399) – koronowana na króla Polski (relikwie wprowadzone w 2024)
- W Kaplicy Najświętszego Sakramentu[50] w towarzystwie tabernakulum od 2019 roku znajduje się relikwia Krzyża Świętego[51] (docelowo ma zostać umieszczona w Kaplicy Wielkiego Piątku).

## Kontrowersje
W 2004 roku senatorowie SLD, wraz z Ryszardem Jarzembowskim jako pomysłodawcą, chcieli wesprzeć budowę Świątyni Opatrzności Bożej kwotą 20 mln złotych, przeniesioną z już ustalonego budżetu IPN. Ówczesny pomysł potępili m.in. poseł PiS Ludwik Dorn, SLD Marek Dyduch, arcybiskup Tadeusz Gocłowski i Leon Kieres, szef IPN.
W 2006 roku Sejm zapisał w budżecie państwa kwotę 20 mln zł na dofinansowanie ochrony dziedzictwa narodowego, w tym budowy Świątyni Opatrzności Bożej. Warunkiem otrzymania pieniędzy było powstanie przy Świątyni instytucji kultury (m.in. Muzeum Jana Pawła II). Ostatecznie jednak Świątynia nie otrzymała wspomnianej kwoty. Przepis o dofinansowaniu projektu – tym razem kwotą 40 mln zł – znalazł się ponownie w budżecie państwa na rok 2007, jednak z przyczyn proceduralnych fundusz ten nie został wykorzystany. W 2008 roku Centrum Opatrzności Bożej otrzymało dotację na realizację części kulturalno-muzealnej.
Inicjatywy te były ostro krytykowane przez posłów SLD, którzy zarzucili pomysłodawcom łamanie wynikającej z Konstytucji zasady świeckości państwa. Posłowie, którzy głosowali za dotacją, odpowiadali, że pieniądze te są przeznaczone na Muzeum Jana Pawła II i Prymasa Wyszyńskiego, które ma powstać w Centrum Opatrzności Bożej, a to oznacza dotację na rzecz kultury. Głos w sprawie zabrał prymas Józef Glemp, nazywając przepis, który nie pozwala państwu wspomóc budowy Świątyni, „dziwnym”.
Najwyższa Izba Kontroli już w 2012 roku zwróciła uwagę, że rozporządzenie ministra kultury o zasadach udzielania dotacji „nie przewiduje dofinansowania zadań realizowanych przez kościelne osoby prawne”.
Między innymi w związku z tym oświadczeniem, na początku roku 2014 toczyło się śledztwo w sprawie wielomilionowej dotacji pochodzącej z budżetu państwa na budowę i wyposażenie Świątyni Opatrzności Bożej.
Mimo tego, w roku 2014 wniosek o przeznaczenie 16 mln zł z budżetu przeznaczonego na kulturę i ochronę dziedzictwa narodowego na budowę Świątyni złożyła w imieniu klubu parlamentarnego Platformy Obywatelskiej posłanka Izabela Mrzygłocka z Wałbrzycha.